# Tenzin Gyatso
O 14.º Dalai Lama (nome espiritual Jetsun Jamphel Ngawang Lobsang Yeshe Tenzin Gyatso, conhecido como Tenzin Gyatso; nascido Lhamo Thondup), conhecido como Gyalwa Rinpoche entre o povo tibetano, é o atual Dalai Lama, o mais alto líder espiritual e ex-chefe de Estado do Tibete. Nascido em 6 de julho de 1935, ou, no calendário tibetano, no ano do Porco-Madeira, 5.º mês, 5.º dia. Ele é considerado um Bodisatva vivo; especificamente, uma emanação de Avalokiteśvara em sânscrito e Chenrezig em tibetano. Ele também é o líder e um monge ordenado da escola Gelug, a mais nova escola do budismo tibetano, formalmente liderada pelo Ganden Tripa. O governo central do Tibete, o Ganden Phodrang, investiu o Dalai Lama com deveres temporais até seu exílio em 1959. Em 29 de abril de 1959, o Dalai Lama estabeleceu o governo tibetano independente no exílio na estação montanhosa de Mussoorie, no norte da Índia, que então se mudou em maio de 1960 para Dharamshala, onde reside. Ele se aposentou como chefe político em 2011 para dar lugar a um governo democrático, a Administração Central Tibetana.
O 14.º Dalai Lama nasceu em uma família de agricultores em Taktser (Vila Hongya), na tradicional região tibetana de Amdo (província administrativa de Qinghai, República da China). Ele foi selecionado como o tulku do 13.º Dalai Lama em 1937 e formalmente reconhecido como o 14.º Dalai Lama em uma declaração pública perto da cidade de Bumchen em 1939. Assim como no processo de reconhecimento de seu antecessor, não foi usado um processo de seleção da Urna Dourada. Sua cerimônia de entronização foi realizada em Lhasa em 22 de fevereiro de 1940 e ele finalmente assumiu funções temporais (políticas) completas em 17 de novembro de 1950, aos 15 anos, após a ocupação do Tibete pela República Popular da China. O governo tibetano administrou as regiões tibetanas históricas de Ü-Tsang, Kham e Amdo.
Após a anexação do Tibete pela República Popular da China, durante a revolta tibetana de 1959, o Dalai Lama fugiu para a Índia, onde atualmente vive no exílio, permanecendo o líder espiritual mais importante do Tibete. O Dalai Lama defende o bem-estar dos tibetanos enquanto continua a apelar para a Abordagem do Caminho do Meio com a China para resolver pacificamente a questão do Tibete; "O povo tibetano não aceita o status atual do Tibete sob a República Popular da China. Ao mesmo tempo, eles não buscam a independência do Tibete, o que é um fato histórico. Trilhando um caminho intermediário entre esses dois está a política e os meios para alcançar uma autonomia genuína para todos os tibetanos que vivem nas três províncias tradicionais do Tibete dentro da estrutura da República Popular da China. Isso é chamado de Abordagem do Caminho do Meio, uma posição não-partidária e moderada que salvaguarda os interesses vitais de todas as partes envolvidas―para os tibetanos: a proteção e preservação de sua cultura, religião e identidade nacional; para os chineses: a segurança e integridade territorial da pátria; e para vizinhos e outros terceiros: fronteiras e relações internacionais pacíficas".
O Dalai Lama também se encontra com outros líderes mundiais, líderes religiosos, filósofos e cientistas, e viaja pelo mundo dando ensinamentos budistas tibetanos. Seu trabalho inclui foco no meio ambiente, economia, direitos das mulheres, não-violência, diálogo inter-religioso, física, astronomia, budismo e ciência, neurociência cognitiva, saúde reprodutiva e sexualidade.
Junto com seus ensinamentos sobre o budismo tibetano Maaiana e Vajraiana, os ensinamentos e iniciações de Calachacra do Dalai Lama são eventos internacionais.
O Dalai Lama recebeu o Prêmio Nobel da Paz em 1989 e a Medalha de Ouro do Congresso dos EUA em 2006. A revista Time nomeou o Dalai Lama um dos "Filhos de Mahatma Gandhi " e herdeiro espiritual de Gandhi da não-violência.

## Início da vida e antecedentes
Lhamo Thondup nasceu em 6 de julho de 1935 em uma família de agricultores e comerciantes de cavalos na pequena aldeia de Taktser, ou Chija Tar (em chinês: 红崖村; romaniz.: Hóngyá Cūn; lit.: "Vila do Penhasco Vermelho"), à beira da tradicional região tibetana de Amdo, na província de Qinghai.
Ele foi um dos sete irmãos que sobreviveram à infância e um dos três supostos Rinpoches reencarnados na mesma família. Sua irmã mais velha, Tsering Dolma, era dezesseis anos mais velha e foi parteira de sua mãe quando ele nasceu. Ela o acompanharia no exílio e fundaria as Aldeias de Crianças Tibetanas. Seu irmão mais velho, Thupten Jigme Norbu, foi reconhecido aos três anos de idade pelo 13º Dalai Lama como a reencarnação do alto Lama, o 6º Taktser Rinpoche. Seu quinto irmão, Tendzin Choegyal, foi reconhecido como o 16º Ngari Rinpoche. Sua irmã, Jetsun Pema, passou a maior parte de sua vida adulta no projeto Aldeias de Crianças Tibetanas. O Dalai Lama disse que sua primeira língua foi "uma língua Xining quebrada que era (um dialeto da) língua chinesa", uma forma de mandarim das Planícies Centrais, e sua família não fala nem tibetano amdo nem tibetano lhasa.

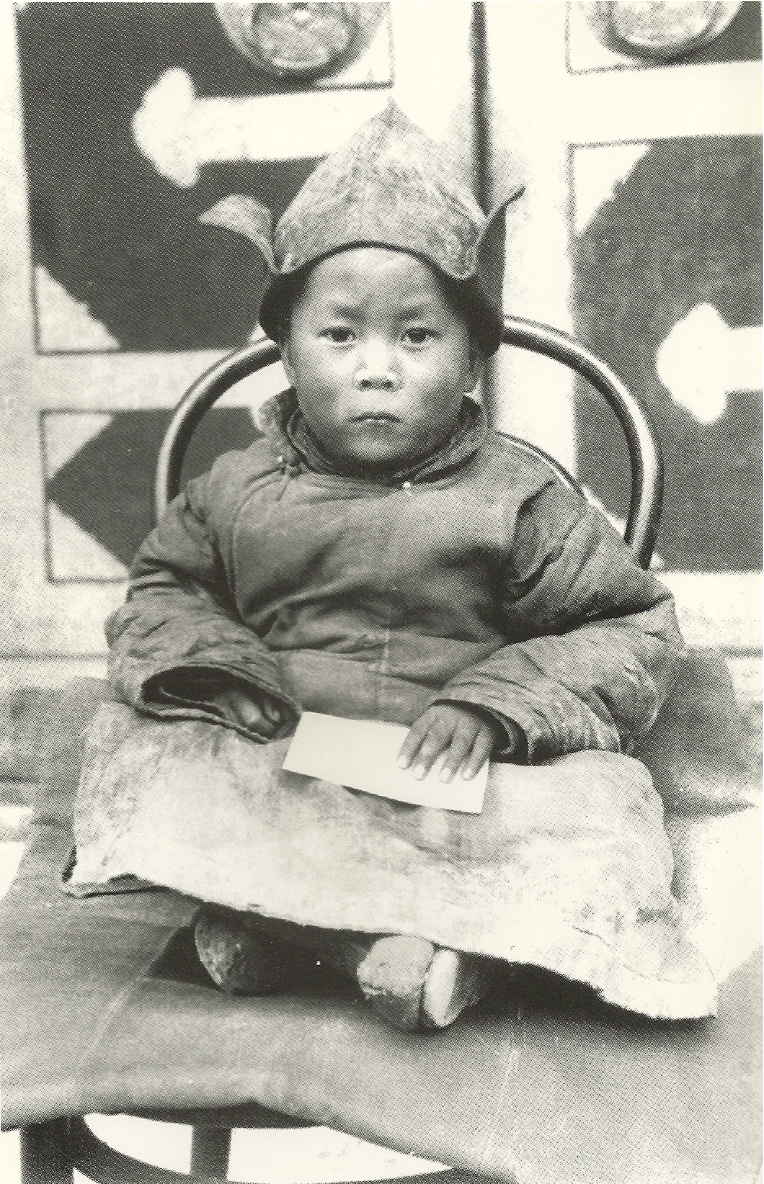
O Dalai Lama quando criança

Após a morte do 13º Dalai Lama, em 1935, a Portaria de Administração do Templo Lama (em chinês:  管理喇嘛寺廟條例) foi publicada pelo Governo Central. Em 1936, o Método de Reencarnação de Lamas (em chinês:  喇嘛轉世辦法) foi publicado pela Comissão de Assuntos da Mongólia e do Tibete do Governo Central. O Artigo 3 afirma que a morte de lamas, incluindo o Dalai Lama e o Panchen Lama, deve ser relatada à Comissão, os "meninos-almas" devem ser localizados e verificados pela Comissão, e uma cerimônia de sorteio com o sistema Urna Dourada deve ser realizada. O Artigo 6 estabelece que os governos locais devem convidar funcionários do Governo Central para cuidar da cerimônia de sentar na cama. O Artigo 7 afirma que os meninos almas não devem ser procurados nas famílias de lamas atuais. O Artigo 7 ecoa o que o Imperador Qianlong descreveu em O Discurso do Lama para eliminar famílias gananciosas com múltiplos rinpoches e lamas reencarnados. Com base no costume e na regulamentação, o regente esteve ativamente envolvido na busca da reencarnação do Dalai Lama.
Após sinais e visões relatados, três equipes de busca foram enviadas para o nordeste, leste e sudeste para localizar a nova encarnação quando o menino que se tornaria o 14º Dalai Lama tinha cerca de dois anos. Sir Basil Gould, delegado britânico em Lhasa em 1936, relatou sua observação da equipe do nordeste a Sir Charles Alfred Bell, ex-residente britânico em Lhasa e amigo do 13º Dalai Lama. Entre outros presságios, a cabeça do corpo embalsamado do décimo terceiro Dalai Lama, inicialmente voltada para sudeste, virou-se para o nordeste, indicando, segundo foi interpretado, a direção em que seu sucessor seria encontrado. O regente, Reting Rinpoche, pouco depois teve uma visão no lago sagrado de Lhamo La-tso que ele interpretou como sendo Amdo a região a ser pesquisada. Esta visão foi também interpretada como referindo-se a um grande mosteiro com telhado dourado e telhas turquesas, e um caminho sinuoso dali para uma colina a leste, em frente à qual se erguia uma pequena casa com beirais distintos. A equipe, liderada por Kewtsang Rinpoche, foi primeiro ao encontro do Panchen Lama, que estava atravancado em Jyekundo, no norte de Kham. O Panchen Lama estava investigando nascimentos de crianças incomuns na área desde a morte do 13º Dalai Lama. Ele deu a Kewtsang os nomes de três meninos que ele havia descoberto e identificado como candidatos. Dentro de um ano, o Panchen Lama havia morrido. Dois de seus três candidatos foram riscados da lista, mas o terceiro, uma criança "destemida", a mais promissora, era da aldeia Taktser, que, como na visão, ficava em uma colina, no final de uma trilha que leva a Taktser do grande Mosteiro Kumbum com seu telhado dourado turquesa. Lá eles encontraram uma casa, conforme interpretado pela visão ― a casa onde Lhamo Dhondup morava.
O 14º Dalai Lama afirma que, na época, a vila de Taktser ficava na "fronteira real" entre a região de Amdo e a China. De acordo com o folclore de busca, quando a equipe visitou, fingindo serem peregrinos, seu líder, um Sera Lama, fingiu ser o servo e sentou-se separadamente na cozinha. Ele segurava um velho mala que havia pertencido ao 13º Dalai Lama, e o menino Lhamo Dhondup, de dois anos, se aproximou e o pediu. O monge disse "se você sabe quem eu sou, você pode tê-lo". A criança disse "Sera Lama, Sera Lama" e falou com ele com sotaque de Lhasa, em um dialeto que a mãe do menino não conseguia entender. Na próxima vez que o grupo voltou para a casa, eles revelaram seu real propósito e pediram permissão para submeter o menino a certos testes. Um teste consistia em mostrar-lhe vários pares de objetos, um dos quais pertencia ao 13º Dalai Lama e outro que não. Em todos os casos, ele escolheu os próprios objetos do Dalai Lama e rejeitou os outros.

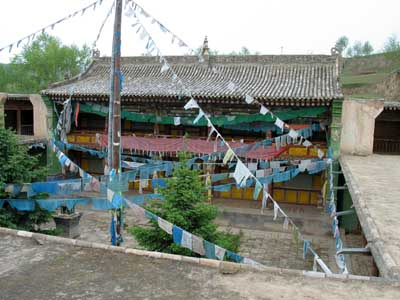
Casa onde nasceu o 14º Dalai Lama em Taktser, Amdo

A partir de 1936, o senhor da guerra muçulmano hui da 'camarilha Ma' Ma Bufang regeu Qinghai como seu governador sob a autoridade nominal do governo central da República da China. De acordo com uma entrevista com o 14º Dalai Lama, na década de 1930, Ma Bufang tomou tal canto nordeste de Amdo em nome do fraco governo de Chiang Kai-shek e o incorporou à província chinesa de Qinghai. Antes de ir para Taktser, Kewtsang foi até Ma Bufang para prestar seus respeitos. Quando Ma Bufang soube que um candidato havia sido encontrado em Taktser, ele fez com que a família fosse trazida até ele em Xining. Ele primeiro exigiu provas de que o menino era o Dalai Lama, mas o governo de Lhasa, embora informado por Kewtsang que este era o tal, disse a Kewtsang que falasse que tinha que ir a Lhasa para mais testes com outros candidatos. Eles sabiam que se ele fosse declarado o Dalai Lama, o governo chinês insistiria em enviar uma grande escolta do exército com ele, que então ficaria em Lhasa e se recusaria a ceder. Ma Bufang, juntamente com o Mosteiro Kumbum, recusou-se a permitir que ele partisse a menos que fosse declarado o Dalai Lama, mas retirou essa exigência em troca de 100 000 dólares chineses de resgate em prata a serem compartilhados entre eles, para deixá-los ir para Lhasa. Kewtsang conseguiu levantar essa soma, mas a família só foi autorizada a se mudar de Xining para Kumbum quando uma nova demanda foi feita por mais 330 000 dólares de resgate: cem mil cada para funcionários do governo, o comandante-em-chefe e o Mosteiro de Kumbum; vinte mil para a escolta; e apenas dez mil para o próprio Ma Bufang, disse ele.
Dois anos de disputa diplomática se seguiram antes que Lhasa aceitasse que o resgate tinha que ser pago para evitar que os chineses se envolvessem e o escoltassem para Lhasa com um grande exército. Enquanto isso, o menino foi mantido em Kumbum, onde dois de seus irmãos já estudavam como monges e eram lamas encarnados reconhecidos. O pagamento de 300 000 dólares de prata foi então adiantado por comerciantes muçulmanos a caminho de Meca em uma grande caravana via Lhasa. Eles pagaram a Ma Bufang em nome do governo tibetano contra notas promissórias a serem resgatadas, com juros, em Lhasa. A taxa de 20 000 dólares para uma escolta foi retirada, já que os mercadores muçulmanos os convidaram a se juntar à sua caravana para proteção; Ma Bufang enviou 20 de seus soldados com eles e foi pago de ambos os lados, já que o governo chinês lhe concedeu outros 50 000 dólares para as despesas da viagem. Além disso, o governo indiano ajudou os tibetanos a levantar os fundos do resgate, concedendo-lhes concessões de importação.
Em 22 de setembro de 1938, representantes do Escritório do Tibete em Pequim informaram a Comissão de Assuntos da Mongólia e do Tibete que 3 candidatos foram encontrados e a cerimônia da Urna Dourada seria realizada no Tibete.
Libertados de Kumbum, em 21 de julho de 1939, o grupo percorreu o Tibete em uma viagem a Lhasa na grande caravana muçulmana com Lhamo Dhondup, agora com 4 anos, montado com seu irmão Lobsang em um palanquim especial carregado por duas mulas, dois anos depois de ser descoberto. Assim que saíram da área de Ma Bufang, ele foi oficialmente declarado o 14º Dalai Lama pelo Governo Central do Tibete, e após dez semanas de viagem ele chegou a Lhasa em 8 de outubro de 1939. A ordenação (pabbajja) e a entrega do nome monástico de Tenzin Gyatso foram organizadas por Reting Rinpoche e de acordo com o Dalai Lama "Recebi minha ordenação de Kyabjé Ling Rinpoché no Jokhang em Lhasa." Havia um envolvimento chinês muito limitado neste momento. A família do 14º Dalai Lama foi elevada ao estrato mais alto da aristocracia tibetana e adquiriu terras e propriedades de servos, assim como as famílias dos Dalai Lamas anteriores.
Em 1959, aos 23 anos, ele fez seu exame final no Templo Jokhang de Lhasa durante o Festival de Oração Monlam anual. Ele passou com honras e recebeu o grau Lharampa, o grau geshe de mais alto nível, aproximadamente equivalente a um doutorado em filosofia budista.
O Dalai Lama, cujo nome significa “Oceano da Sabedoria”, é conhecido pelos tibetanos como Gyalwa Rinpoche, “O Mestre-Buda semelhante a uma Joia Preciosa”; Kundun, “A Presença”; e Yizhin Norbu, “A Joia Realizadora de Desejos”. Seus devotos, assim como grande parte do mundo ocidental, muitas vezes o chamam de Sua Santidade o Dalai Lama, o estilo empregado no site do Dalai Lama. De acordo com o Dalai Lama, ele teve uma sucessão de tutores no Tibete, incluindo Reting Rinpoche, Tathag Rinpoche, Ling Rinpoche e, por último, Trijang Rinpoche, que se tornou tutor júnior aos dezenove anos. Aos 11 anos conheceu o alpinista austríaco Heinrich Harrer, que se tornou seu cinegrafista e tutor sobre o mundo fora de Lhasa. Os dois permaneceram amigos até a morte de Harrer em 2006.

## A vida como o Dalai Lama

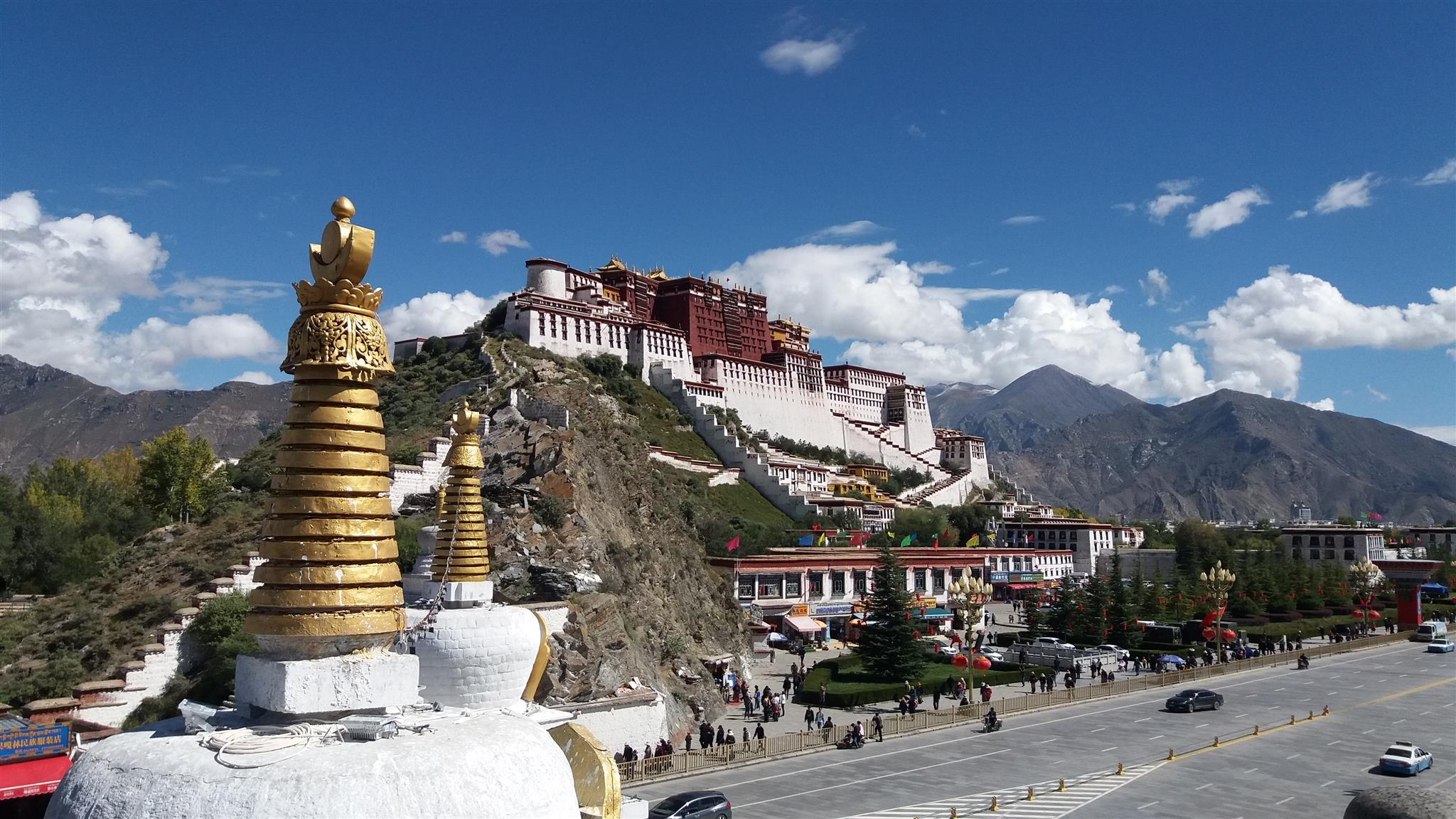
Palácio Potala de Lhasa, hoje Patrimônio Mundial da UNESCO, fotografado em 2019

Historicamente, os Dalai Lamas ou seus regentes mantinham liderança política e religiosa sobre o Tibete a partir de Lhasa, com vários graus de influência, dependendo das regiões do Tibete e dos períodos da história. Isso começou com o governo do 5º Dalai Lama em 1642 e durou até a década de 1950 (exceto 1705–1750), período durante o qual os Dalai Lamas lideraram o governo tibetano ou Ganden Phodrang. Até 1912, no entanto, quando o 13º Dalai Lama declarou a completa independência do Tibete, seu governo era geralmente sujeito ao patrocínio e proteção dos reis mongóis (1642–1720) e depois da dinastia Qing liderada pelos manchus (1720–1912). Durante o processo de reconhecimento do Dalai Lama, o antropólogo cultural Goldstein escreve:

tudo o que os tibetanos fizeram durante o processo de seleção foi projetado para evitar que a China desempenhasse qualquer papel.
Isso está em contradição com as notícias dos jornais contemporâneos; por exemplo, a Associated Press em 22 de fevereiro de 1940 escreve:

Lhasa, Tibete (Quinta-feira) - (Por rádio para Hong Kong) - [..] O governo chinês trabalhou durante meses para colocar a sucessão de Ling-ergh La-mu-tan-chu além das fortunas da urna de ouro da qual o 14º Dalai Lama normalmente seria escolhido. Ainda hoje, com verdadeira urbanidade oriental, o regente do Tibete pediu ao governo de Chungking que autorizasse o abandono do sorteio tradicional. Com isso, ele fez um agradecimento caloroso a Chiang Kai-shek e outros líderes governamentais chineses.
Depois, em 1939, com a idade de quatro anos, o Dalai Lama foi levado em uma procissão de lamas para Lhasa. A tradicional cerimônia de entronização do 14º Dalai Lama contou com a presença de dignitários chineses e estrangeiros após um processo tradicional de reconhecimento tibetano. De acordo com relatórios da Associated Press datados de 23 de fevereiro de 1940:
A notícia direta de Lhasa chegou apenas hoje, contando sobre os longos ritos dos quais as autoridades chinesas participaram. Os chineses souberam com satisfação que o general Wu Chung Hsin, presidente da comissão de assuntos mongóis e tibetanos em Chungking e chefe da delegação chinesa na entronização, sentou-se à esquerda do Dalai Lama -- recebendo assim um status igual ao novo governante. Lhasa desfrutou de férias completas. A população foi presenteada com danças do diabo, shows de cavalos, competições de luta livre e uma queima de fogos de artifício.
Da mesma forma, de acordo com relatórios da United Press datados de 22 de fevereiro de 1940:
Lhasa, Tibete. Fev 22 - O décimo quarto Dalai Lama, que compartilhará a liderança espiritual e temporal do Tibete, foi entronizado em uma pomposa cerimônia hoje. A entronização ocorreu no principal mosteiro de Lhasa, "Potala". O menino de seis anos, escolhido após longa busca pelo elevado cargo, recebeu felicitações de uma delegação chinesa de 1 000 pessoas. Um desvio do procedimento comum foi marcado pela exibição de um enorme retrato do Dr. Sun Yat-sen e uma bandeira do Kuomintang no salão principal dourado do mosteiro.
Sir Basil Gould, o representante britânico do governo da Índia, deixou um relato altamente detalhado das cerimônias que cercam a entronização do 14º Dalai Lama no capítulo 16 de suas memórias, The Jewel in the Lotus. Gould contesta a alegação chinesa de tê-la presidido. Ele criticou a versão chinesa da seguinte forma:

A notícia foi publicada na imprensa chinesa de que o Sr. Wu havia escoltado o Dalai Lama ao seu trono e anunciado sua posse, que o Dalai Lama havia agradecido e se prostrou em sinal de gratidão. Cada uma dessas alegações chinesas era falsa. O Sr. Wu era apenas um espectador passivo. Ele não fez mais do que apresentar um lenço cerimonial, como fizeram os outros, incluindo o representante britânico. Mas os chineses têm os ouvidos do mundo e podem mais tarde consultar seus registros de imprensa e apresentar um relato de eventos históricos que é totalmente falso. O Tibete não tem jornais, nem em inglês nem em tibetano, e, portanto, não tem meios de expor essas falsidades.

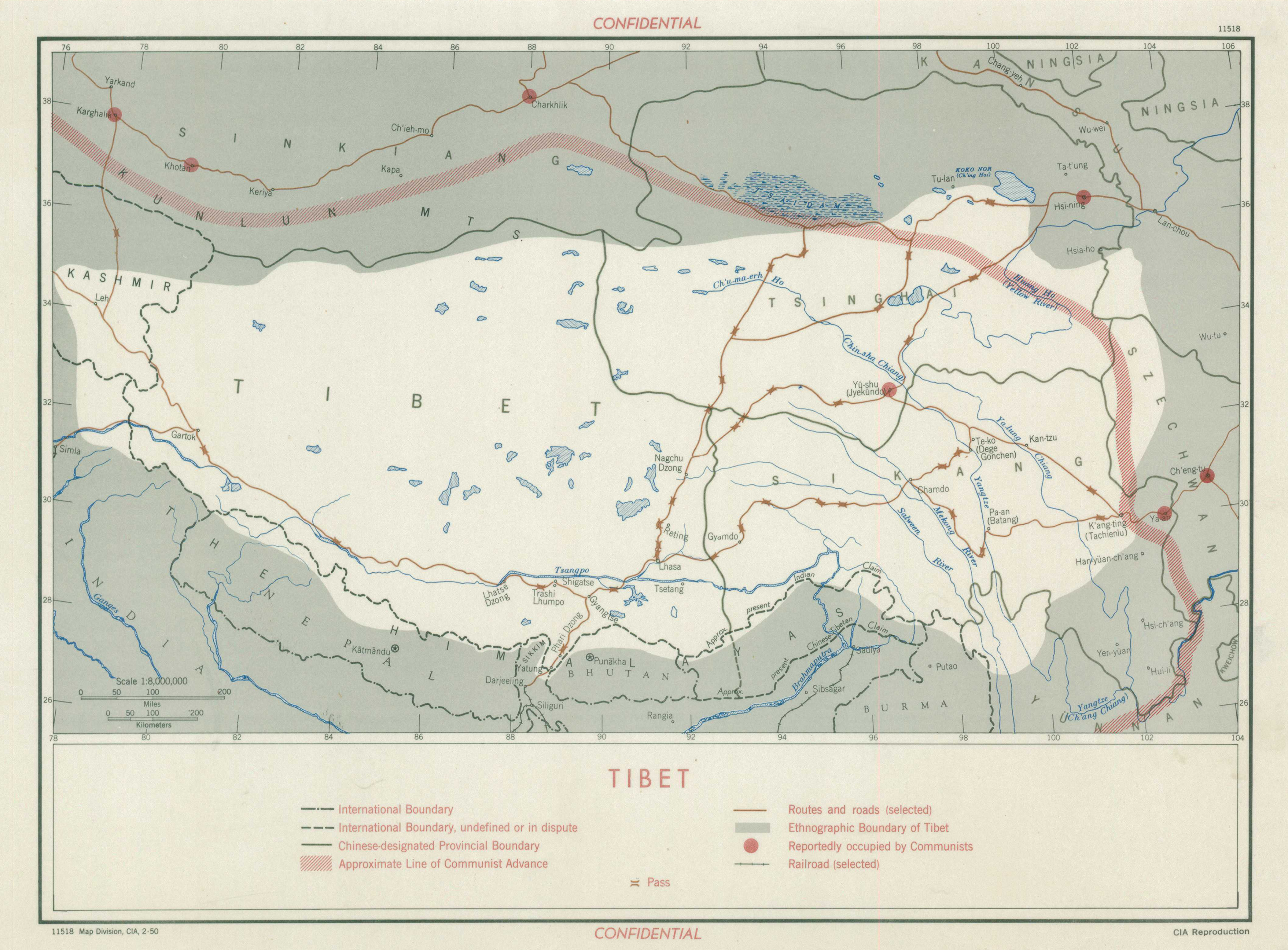
Extensão territorial do Tibete e linha aproximada do avanço comunista chinês em 1950

O estudioso tibetano Nyima Gyaincain escreveu que, com base na tradição tibetana, não havia algo como presidir um evento e escreveu que a palavra "主持 (presidir ou organizar)" era usada em muitos lugares em documentos de comunicação. O significado da palavra era diferente do que entendemos hoje. Ele acrescentou que Wu Zhongxin gastou muito tempo e energia no evento, sendo seu efeito de presidir ou organizar o evento presumivelmente muito óbvio.
Após sua entronização, a infância do Dalai Lama foi passada entre o Palácio de Potala e Norbulingka, sua residência de verão, ambos agora Patrimônio Mundial da UNESCO.
Chiang Kai Shek ordenou que Ma Bufang colocasse seus soldados muçulmanos em alerta para uma invasão do Tibete em 1942. Ma Bufang obedeceu e deslocou vários milhares de soldados para a fronteira com o Tibete. Chiang também ameaçou os tibetanos com bombardeio aéreo se eles trabalhassem com os japoneses. Ma Bufang atacou o mosteiro budista tibetano Tsang em 1941. Ele também atacou constantemente o mosteiro de Labrang.
Em outubro de 1950, o exército da República Popular da China marchou até a fronteira do território do Dalai Lama e enviou uma delegação depois de derrotar uma legião do exército tibetano em uma Kham controlada por senhores da guerra. Em 17 de novembro de 1950, aos 15 anos, o 14º Dalai Lama assumiu o poder temporal (político) total como governante do Tibete.

### Cooperação e conflitos com a República Popular da China

Uma foto icônica mostrando Panchen Lama (esquerda), Mao e Dalai Lama (direita) no Qinzheng Hall em 11 de setembro de 1954, quatro dias antes de participarem do 1º Congresso Nacional do Povo.

Mao Zedong e Zhou Enlai reunidos com Dalai Lama e Panchen Lama para celebrar o Ano Novo Tibetano, 1955

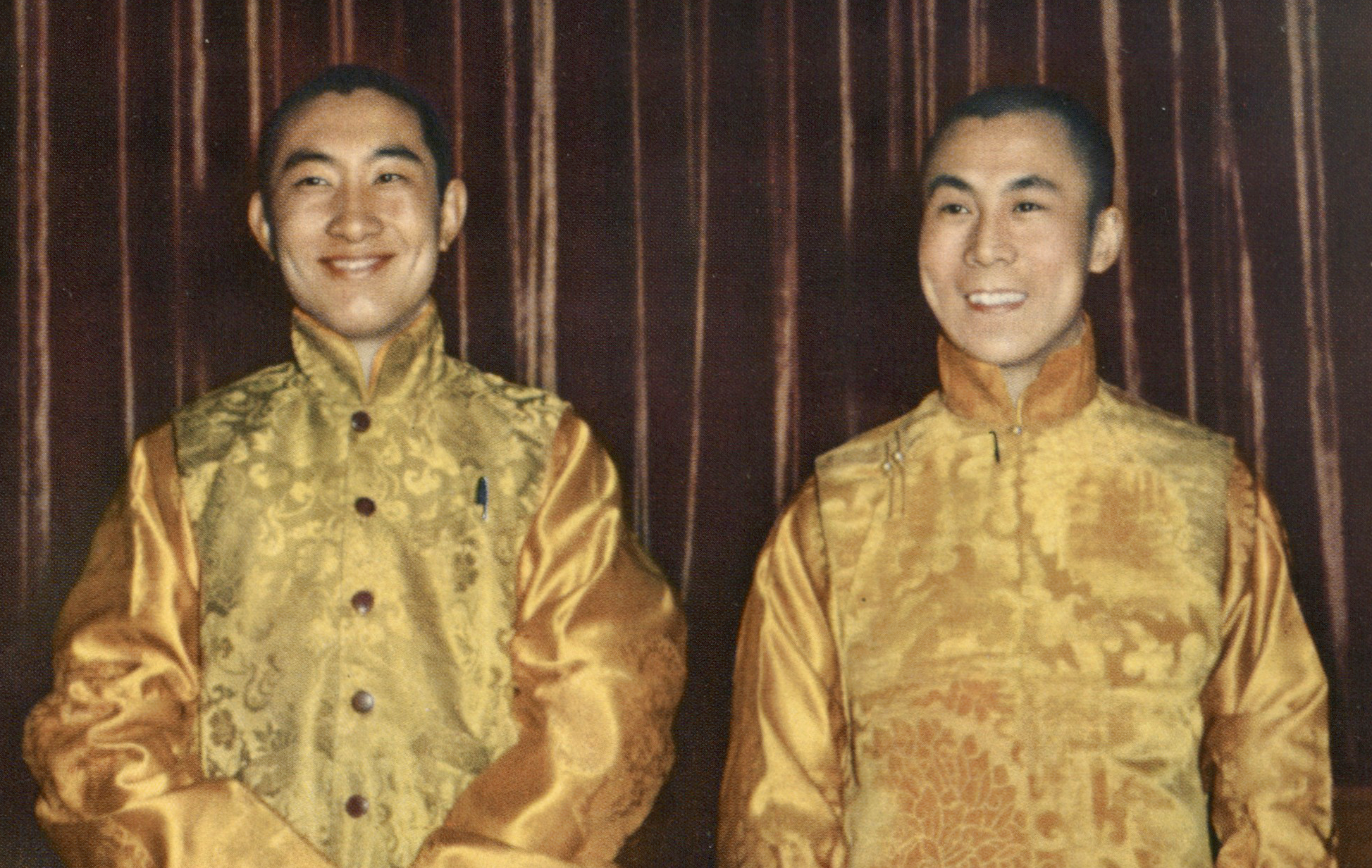
Foto rara de um Dalai Lama adulto (direita) e Panchen Lama (esquerda) sem óculos. 1954-1955

O governo formal do Dalai Lama como chefe do governo no Tibete foi breve, embora ele tenha sido entronizado como líder espiritual em 22 de fevereiro de 1940. Quando os quadros chineses entraram no Tibete em 1950, com uma crise iminente, o Dalai Lama foi convidado a assumir o cargo de chefe de Estado aos 15 anos, o que ele fez em 17 de novembro de 1950. Normalmente, o Dalai Lama assumiria o controle por volta dos 20 anos.
Ele enviou uma delegação a Pequim, que ratificou o Acordo de Dezessete Pontos sem sua autorização em 1951. O Dalai Lama acredita que o esboço do acordo foi escrito pela China. Os representantes tibetanos não foram autorizados a sugerir quaisquer alterações e a China não permitiu que os representantes tibetanos se comunicassem com o governo tibetano em Lhasa. A delegação tibetana não foi autorizada por Lhasa a assinar, mas acabou se submetendo à pressão dos chineses para assinar de qualquer maneira, usando selos feitos especificamente para esse fim. O Acordo de Dezessete Pontos reconheceu a soberania chinesa sobre o Tibete, mas a China permitiu que o Dalai Lama continuasse a governar o Tibete internamente e permitiu que o sistema de campesinato feudal persistisse. "Então, mesmo se fosse acordado que a servidão e o feudalismo existiam no Tibete, isso seria pouco diferente, a não ser em tecnicalidades, das condições em qualquer outra sociedade camponesa "pré-moderna", incluindo a maior parte da China naquela época. O poder do argumento chinês, portanto, está em sua implicação de que a servidão, e com ela o feudalismo, é inseparável de abuso extremo", "baseado na servidão, não era necessariamente feudal, e [Goldstein] refuta qualquer ligação automática com o abuso extremo". "Evidências para apoiar essa ligação não foram encontradas por estudiosos além daqueles próximos aos círculos governamentais chineses".
O Dalai Lama de dezenove anos viajou pela China por quase um ano, de 1954 a 1955, conhecendo muitos dos líderes revolucionários e o alto escalão da liderança comunista chinesa que criou a China moderna. Aprendeu chinês e os ideais do socialismo, explicados por seus anfitriões chineses, em um tour pela China mostrando os benefícios do socialismo e a governança efetiva proporcionada para transformar o grande e empobrecido país em uma sociedade moderna e igualitária, o que o impressionou. Em setembro de 1954, ele foi à capital chinesa para se encontrar com Mao Zedong junto com o 10º Panchen Lama e participar da primeira sessão do Congresso Nacional do Povo como delegado, discutindo principalmente a constituição da China. Em 27 de setembro de 1954, o Dalai Lama foi escolhido como vice-presidente do Comitê Permanente do Congresso Nacional do Povo, cargo que ocupou oficialmente até 1964. Durante seu encontro final com o Dalai Lama, Mao Zedong, fundador da República Popular da China e presidente do Partido Comunista Chinês, disse ao líder tibetano: "Eu o entendo muito bem. Mas é claro que a religião é um veneno. Tem dois grandes defeitos: prejudica a raça e, em segundo lugar, retarda o progresso do país. O Tibete e a Mongólia foram envenenados por ela", chocando o Dalai Lama.
Em 1956, em uma viagem à Índia para comemorar o aniversário de Buda, o Dalai Lama perguntou ao primeiro-ministro da Índia, Jawaharlal Nehru, se ele lhe permitiria asilo político caso optasse por ficar. Nehru desencorajou isso como uma provocação contra a paz e lembrou-o da postura não intervencionista do governo indiano acordada com seu tratado de 1954 com a China.
Há muito chamado de "divisor" e "traidor" pela China, o Dalai Lama tentou negociações formais sobre o status do Tibete na China. Em 2019, depois que os Estados Unidos aprovaram uma lei exigindo que os EUA negassem vistos a funcionários chineses encarregados de implementar políticas que restringem o acesso estrangeiro ao Tibete, o embaixador dos EUA na China "encorajou o governo chinês a se engajar em um diálogo substantivo com o Dalai Lama ou seus representantes, sem pré-condições, para buscar um acordo que resolva as diferenças".
O Ministério das Relações Exteriores da China alertou os EUA e outros países para "evitar" o Dalai Lama durante as visitas e muitas vezes usa negociações comerciais e conversações sobre direitos humanos como incentivo para fazê-lo. A China proíbe esporadicamente imagens do Dalai Lama e prende cidadãos por possuírem fotos dele no Tibete. Os candidatos a emprego no governo da Região Autônoma do Tibete devem denunciar fortemente o Dalai Lama, conforme anunciado na plataforma de educação on-line do governo da Região Autônoma do Tibete, "Apoiar a liderança do Partido (Comunista), implementar resolutamente a linha do Partido Comunista Chinês, sua linha de abordagem, políticas e a ideologia orientadora do trabalho do Tibete na nova era; alinhar ideologicamente, politicamente e em ação com o Comitê Central do Partido; opor-se a quaisquer tendências separatistas; expor e criticar o Dalai Lama; salvaguardar a unidade da pátria e a unidade étnica e tomar uma atitude posição firme sobre questões políticas, assumindo uma posição clara e distinta".
O Dalai Lama é um alvo de hackers patrocinados pelo Estado chinês. Especialistas em segurança afirmam que "focar ativistas tibetanos é um forte indicador do envolvimento oficial do governo chinês", já que a informação econômica é o principal objetivo dos hackers chineses privados. Em 2009, o escritório pessoal do Dalai Lama pediu a pesquisadores do Centro Munk para Estudos Internacionais da Universidade de Toronto que verificassem se havia software malicioso em seus computadores. Isso levou à descoberta do GhostNet, uma operação de espionagem cibernética em grande escala que infiltrou pelo menos 1 295 computadores em 103 países, incluindo embaixadas, ministérios das Relações Exteriores, outros escritórios do governo e organizações afiliadas ao Dalai Lama na Índia, Bruxelas, Londres e Nova York, e que se acredita estar se concentrando nos governos do sul e sudeste da Ásia. Uma segunda rede de espionagem cibernética, Shadow Network, foi descoberta pelos mesmos pesquisadores em 2010. Os documentos roubados incluíam um ano de e-mail pessoal do Dalai Lama e material confidencial do governo relacionado à Índia, África Ocidental, Federação Russa, Oriente Médio e OTAN. Hackers "sofisticados" estavam ligados a universidades na China; Pequim novamente negou envolvimento. Hackers chineses se passando por The New York Times, Anistia Internacional e repórteres de outras organizações atacaram o escritório particular do Dalai Lama, membros do Parlamento tibetano e organizações não governamentais tibetanas, entre outros, em 2019.

### Exílio na Índia

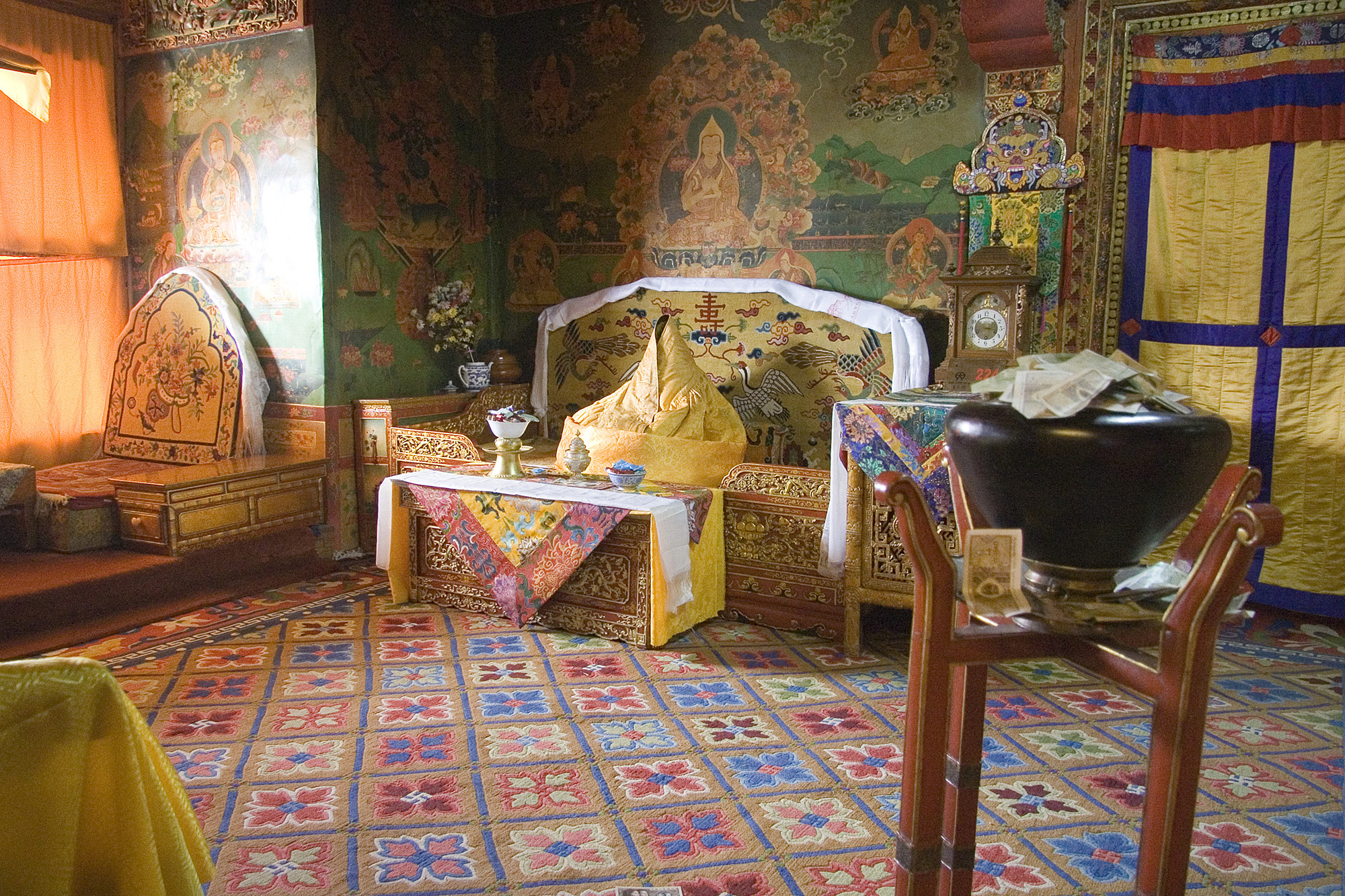
Antigos aposentos abandonados do Dalai Lama no Potala. A vestimenta vazia colocada no trono simboliza sua ausência

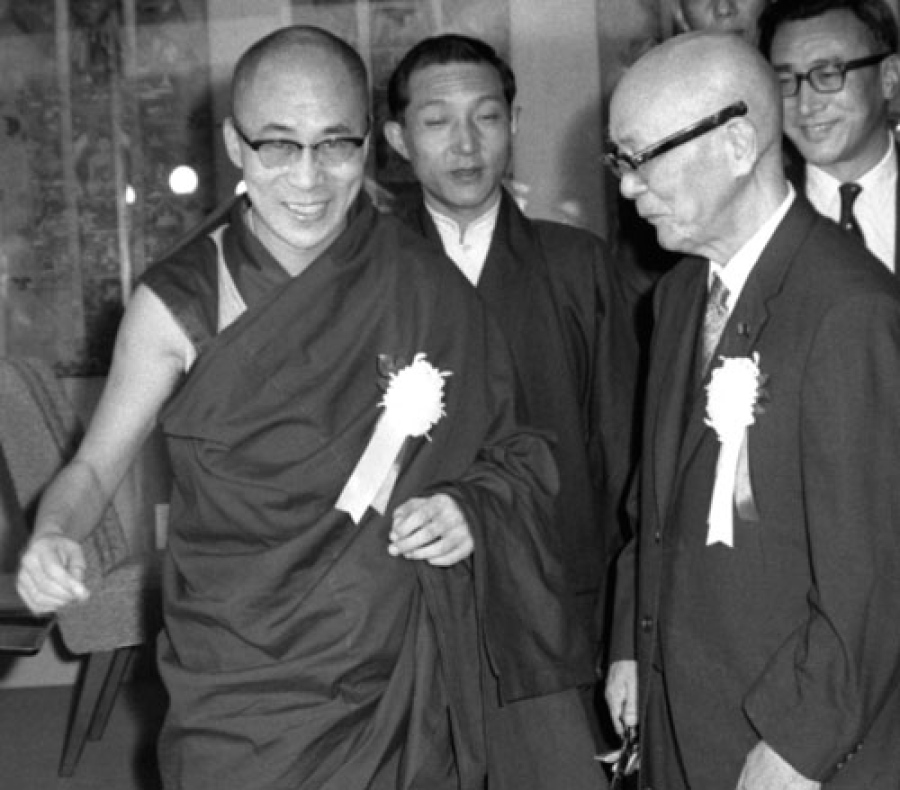
Em 1967, Dalai Lama estava fora da Índia pela primeira vez desde que lá residia desde 1959. O governo japonês concedeu-lhe o visto com a condição de que ele não atacasse a RPC enquanto estivesse no Japão.

No início da revolta tibetana de 1959, temendo por sua vida, o Dalai Lama e sua comitiva fugiram do Tibete com a ajuda da Divisão de Atividades Especiais da CIA, cruzando para a Índia em 30 de março de 1959, chegando a Tezpur em Assam em 18 de abril. Algum tempo depois, ele estabeleceu o Governo do Tibete no Exílio em Dharamshala, Índia, que é muitas vezes referido como "Pequeno Lhasa". Após a fundação do governo no exílio, ele restabeleceu os cerca de 80 000 refugiados tibetanos que o seguiram para o exílio em assentamentos agrícolas. Ele criou um sistema educacional tibetano para ensinar às crianças tibetanas a língua, história, religião e cultura. O Instituto Tibetano de Artes Cênicas foi estabelecido em 1959 e o Instituto Central de Estudos Tibetanos Superiores tornou-se a principal universidade para tibetanos na Índia em 1967. Ele apoiou a refundação de 200 mosteiros e conventos em uma tentativa de preservar os ensinamentos budistas tibetanos e o modo de vida tibetano.
O Dalai Lama apelou às Nações Unidas sobre os direitos dos tibetanos. Este apelo resultou em três resoluções adotadas pela Assembleia Geral em 1959, 1961 e 1965, tudo antes que a República Popular fosse permitida a representação nas Nações Unida. As resoluções exortavam a China a respeitar os direitos humanos dos tibetanos. Em 1963, ele promulgou uma constituição democrática baseada na Declaração Universal dos Direitos Humanos, criando um parlamento eleito e uma administração para defender sua causa. Em 1970, ele abriu a Biblioteca de Obras e Arquivos Tibetanos em Dharamshala, que abriga mais de 80 000 manuscritos e importantes recursos de conhecimento relacionados à história, política e cultura tibetanas. É considerada uma das instituições mais importantes para a tibetologia no mundo.
Em 2016, houve demandas de cidadãos indianos e políticos de diferentes partidos políticos para conferir ao Dalai Lama o prestigioso Bharat Ratna, a mais alta honraria civil da Índia, que só foi concedida a um cidadão não indiano duas vezes em sua história.
Em 2021, foi revelado que o círculo interno do Dalai Lama estava listado nos dados do projeto Pegasus como alvo de spyware em seus telefones. A análise indica fortemente que alvos potenciais foram selecionados pelo governo indiano.

### Advocacia internacional

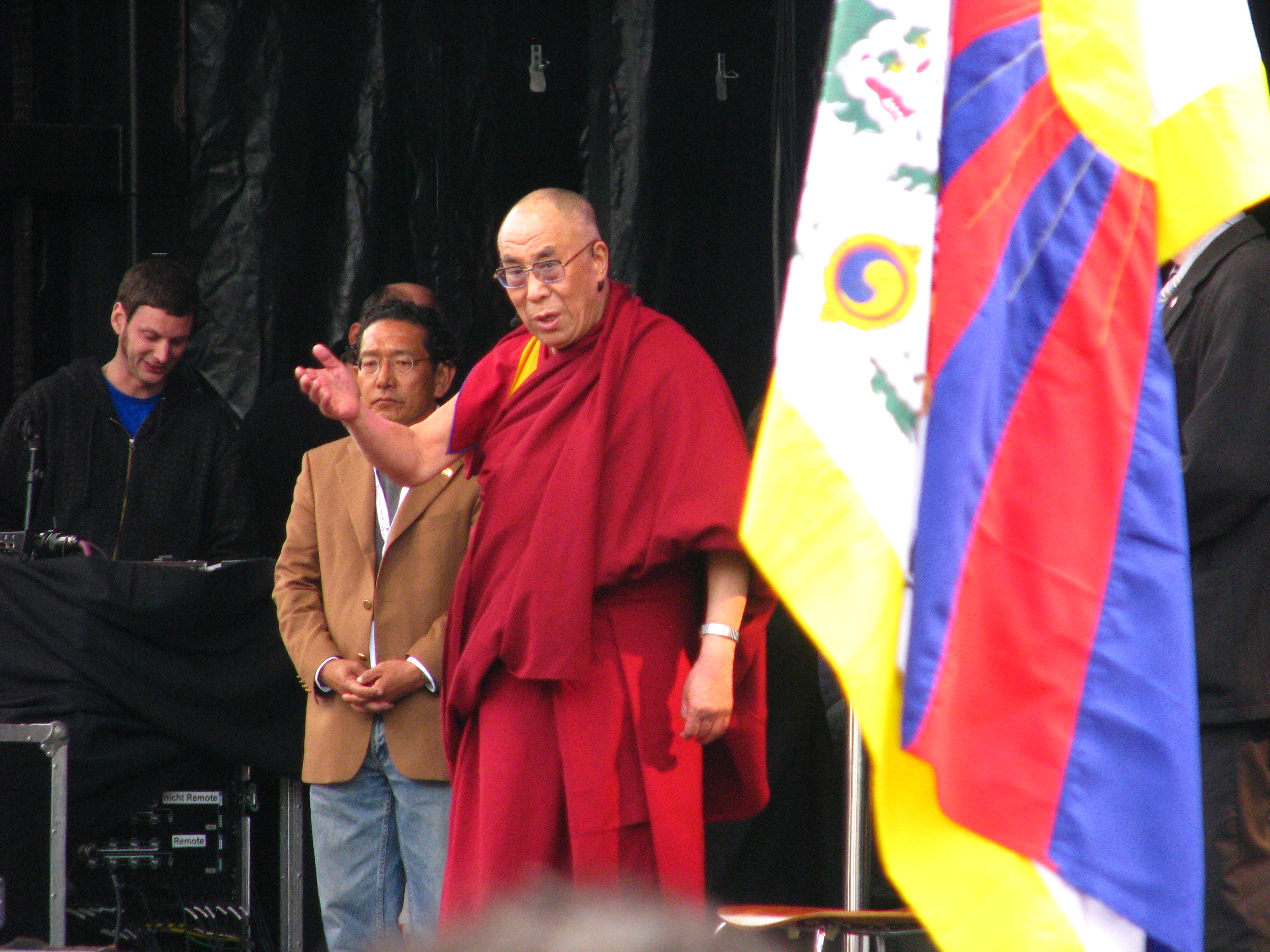
A bandeira do Tibete (desenhada pelo 13º Dalai Lama) divide o palco com Gyatso em 10 de abril de 2010 em Zurique, Suíça

No Congressional Human Rights Caucus em 1987 em Washington, D.C., o Dalai Lama fez um discurso delineando suas ideias para o futuro status do Tibete. O plano pedia que o Tibete se tornasse uma "zona de paz" democrática sem armas nucleares e com apoio aos direitos humanos. O plano viria a ser conhecido como a "proposta de Estrasburgo", porque o Dalai Lama expandiu o plano em Estrasburgo em 15 de junho de 1988. Lá, ele propôs a criação de um Tibete autônomo "em associação com a República Popular da China". Isso teria sido perseguido por negociações com o governo da RPC, mas as concessões unilaterais feitas pelo governo tibetano no exílio em ambos Plano de Paz de Cinco Pontos e Proposta de Estrasburgo foram rejeitadas pelas lideranças chinesas em 1990. O Dalai Lama indicou que deseja retornar ao Tibete somente se a República Popular da China concordar em não fazer nenhuma condição prévia para seu retorno. Na década de 1970, o Líder Supremo, Deng Xiaoping, estabeleceu como único requisito de retorno da China ao Dalai Lama que ele "deveria [voltar] como cidadão chinês ... isto é, patriotismo".
O Dalai Lama comemorou seu septuagésimo aniversário em 6 de julho de 2005. Cerca de 10 000 refugiados tibetanos, monges e turistas estrangeiros se reuniram do lado de fora de sua casa. O Patriarca Aleixo II da Igreja Ortodoxa Russa alegou relações positivas com os budistas. No entanto, mais tarde naquele ano, o estado russo impediu o Dalai Lama de cumprir um convite para a república tradicionalmente budista de Calmúquia. O Presidente da República da China (Taiwan), Chen Shui-bian, participou de uma noite de comemoração do aniversário do Dalai Lama no Memorial de Chiang Kai-shek em Taipei. Em outubro de 2008 no Japão, o Dalai Lama abordou a violência tibetana de 2008 que explodiu e que o governo chinês o acusou de fomentar. Ele respondeu que "perdeu a fé" nos esforços para negociar com o governo chinês e que "cabia ao povo tibetano" decidir o que fazer.
Trinta povos nativos de Taiwan protestaram contra o Dalai Lama durante sua visita a Taiwan após o tufão Morakot e o denunciaram como politicamente motivado.
O Dalai Lama é um defensor de um mundo livre de armas nucleares e atualmente atua no Conselho Consultivo da Nuclear Age Peace Foundation.
O Dalai Lama expressou seu apoio à Campanha para o Estabelecimento de uma Assembleia Parlamentar das Nações Unidas, uma organização que faz campanha pela reforma democrática das Nações Unidas e pela criação de um sistema político internacional mais responsável.

### Atividades de ensino, palestras públicas

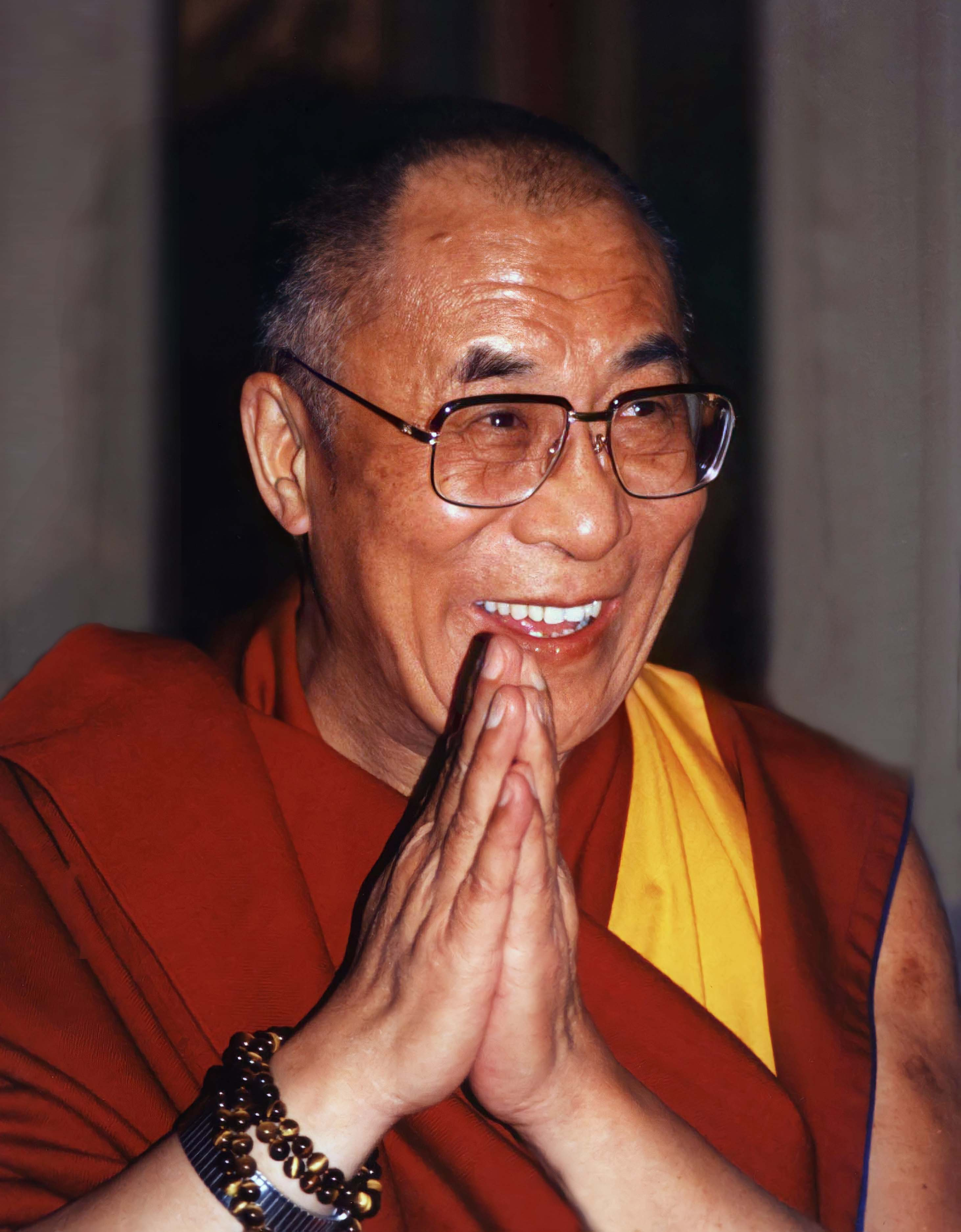
Gyatso durante uma visita a Washington, DC em 1997

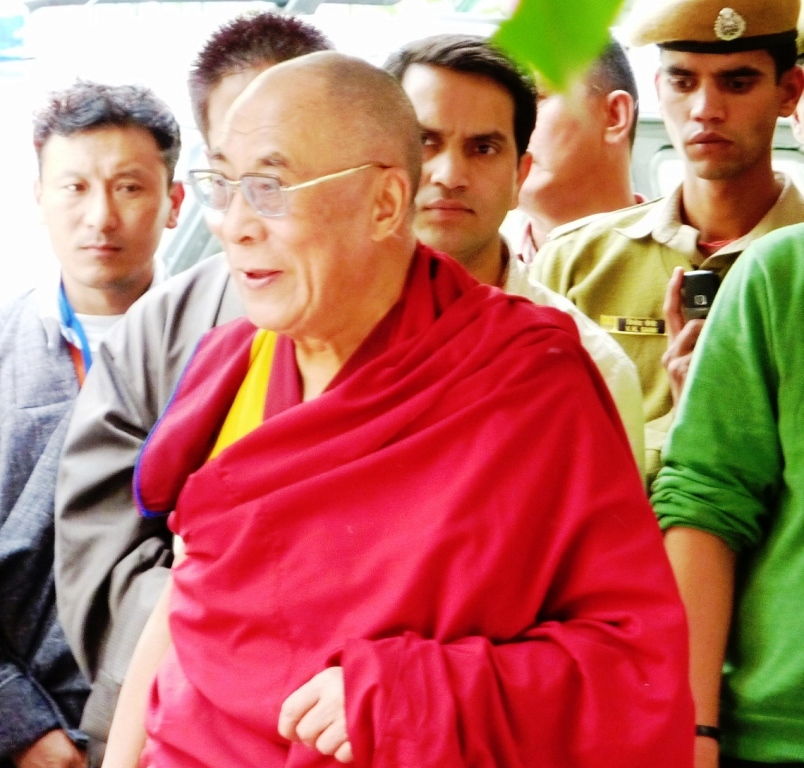
Gyatso dando ensinamentos em Sissu, Lahaul

Apesar de completar 80 anos em 2015, ele mantém uma agenda internacional de palestras e ensino movimentada. Suas palestras e ensinamentos públicos geralmente são transmitidos online ao vivo em vários idiomas, por meio do site de uma organização convidativa ou no site do próprio Dalai Lama. Dezenas de seus vídeos de ensino anteriores podem ser vistos lá, bem como palestras públicas, conferências, entrevistas, diálogos e painéis de discussão.
A matéria de ensino mais conhecida do Dalai Lama é o tantra Calachakra que, em 2014, ele havia conferido um total de 33 vezes, mais frequentemente nas regiões do alto Himalaia da Índia, mas também no mundo ocidental. O Calachakra (Roda do Tempo) é um dos ensinamentos mais complexos do budismo, às vezes levando duas semanas para ser conferido, e muitas vezes ele o confere a públicos muito grandes, até 200 000 alunos e discípulos por vez.
O Dalai Lama é autor de vários livros sobre budismo, muitos deles sobre assuntos budistas gerais, mas também incluindo livros sobre tópicos específicos como Dzogchen, uma prática Nyingma.
Em seu ensaio "A Ética da Compaixão" (1999), o Dalai Lama expressa sua crença de que se apenas reservamos compaixão por aqueles que amamos, estamos ignorando a responsabilidade de compartilhar essas características de respeito e empatia com aqueles com quem não temos relações, o que não nos permite "cultivar o amor". Ele elabora essa ideia escrevendo que, embora leve tempo para desenvolver um nível mais alto de compaixão, eventualmente reconheceremos que a qualidade da empatia se tornará parte da vida e promoverá nossa qualidade como seres humanos e força interior.
Ele frequentemente aceita pedidos de estudantes para visitar vários países ao redor do mundo a fim de dar ensinamentos a grandes audiências budistas, ensinamentos que geralmente são baseados em textos e comentários budistas clássicos, e na maioria das vezes aqueles escritos pelos 17 pânditas ou grandes mestres da tradição Nalanda, como Nagarjuna, Kamalashila, Shantideva, Atisha, Aryadeva e assim por diante.

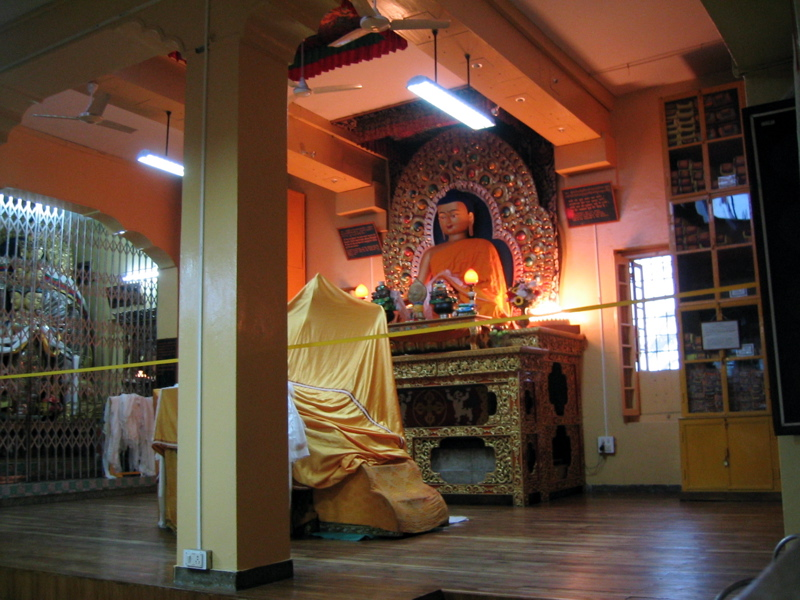
Sala de ensino principal do Dalai Lama em Dharamshala

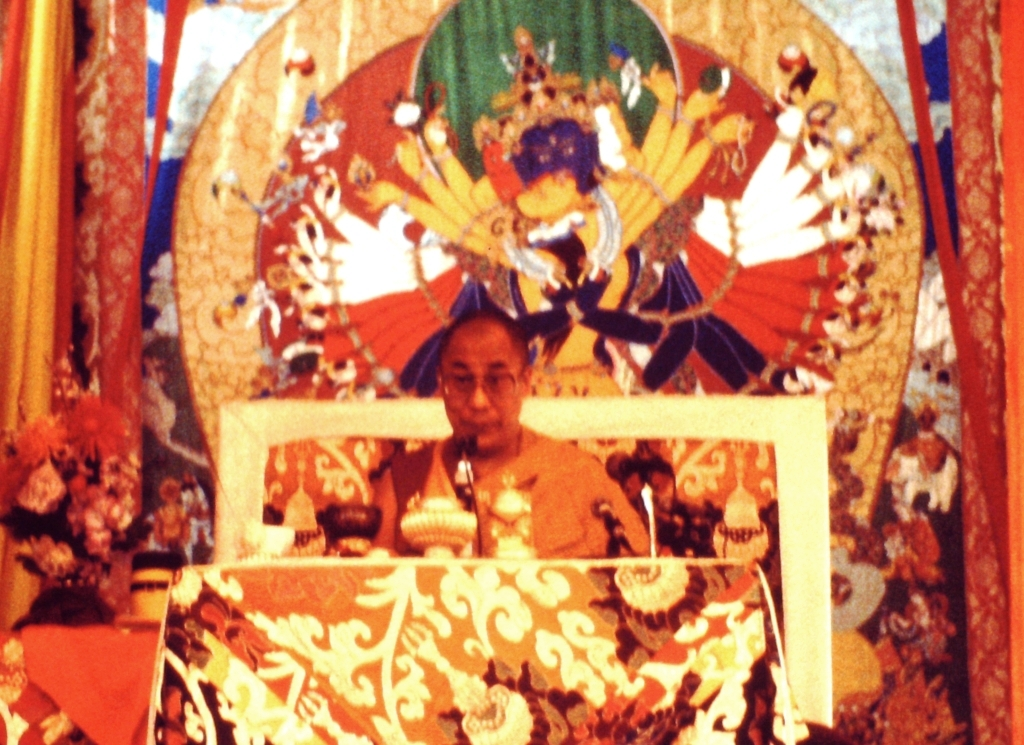
Dalai Lama confere a iniciação de Calachacra em Bodh Gaya, Índia, dezembro de 1985

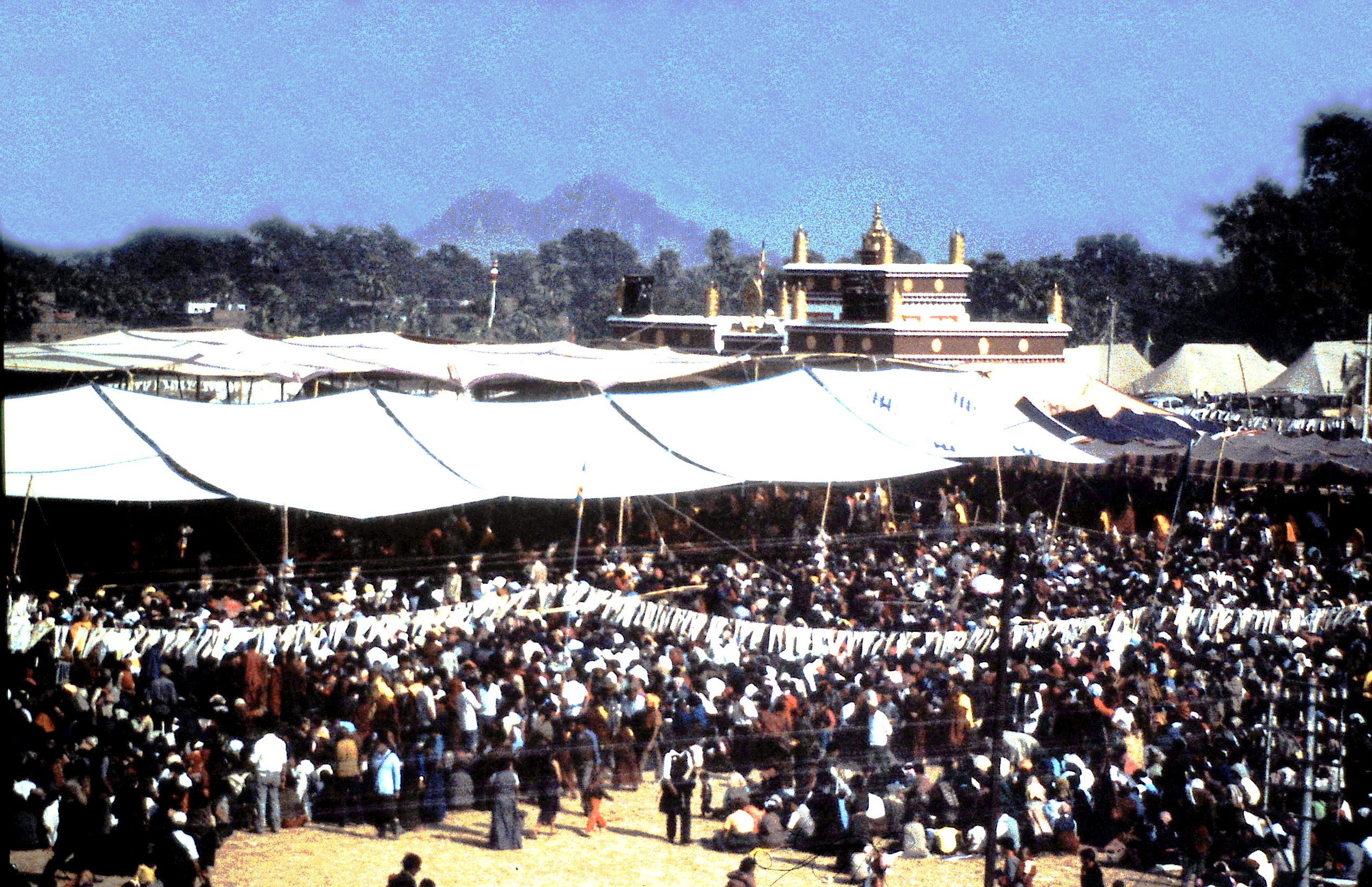
Visão geral do local de ensino no Calachacra de Bodh Gaya, 1985

O Dalai Lama refere-se a si mesmo como um seguidor desses mestres de Nalanda, na verdade ele frequentemente afirma que o "budismo tibetano" é baseado na tradição budista do mosteiro de Nalanda na Índia antiga, uma vez que os textos escritos por esses 17 pânditas ou mestres de Nalanda, para quem ele compôs um poema de invocação, foram trazidos para o Tibete e traduzidos para o tibetano quando o budismo foi lá estabelecido e permaneceram centrais para os ensinamentos do budismo tibetano desde então.
Como exemplos de outros ensinamentos, em Londres, em 1984, ele foi convidado a dar ensinamentos sobre os Doze Elos da Originição Dependente, e sobre Dzogchen, que ele deu em Camden Town Hall; em 1988 ele estava mais uma vez em Londres para dar uma série de palestras sobre o budismo tibetano em geral, chamada 'A Survey of the Paths of Tibetan Buddhism'. Novamente em Londres, em 1996, ele ensinou as Quatro Nobres Verdades, a base e fundamento do budismo aceito por todos os budistas, a convite combinado de 27 organizações budistas diferentes de todas as escolas e tradições pertencentes à Rede de Organizações Budistas do Reino Unido.
Na Índia, o Dalai Lama dá ensinamentos religiosos e palestras em Dharamsala e em vários outros locais, incluindo os mosteiros nos assentamentos de refugiados tibetanos, em resposta a pedidos específicos de instituições monásticas tibetanas, associações acadêmicas, religiosas e empresariais indianas, grupos de estudantes e devotos individuais/particulares/leigos. Na Índia, nenhuma taxa é cobrada para assistir a esses ensinamentos, pois os custos são cobertos pelos patrocinadores solicitantes. Quando ele viaja para o exterior para dar ensinamentos, geralmente há uma taxa de ingresso calculada pela organização convidada para cobrir os custos envolvidos e qualquer excedente normalmente é doado a instituições de caridade reconhecidas.
Ele frequentemente visitou e lecionou em faculdades e universidades, algumas das quais lhe conferiram graus honorários. Dezenas de vídeos de webcasts gravados das palestras públicas do Dalai Lama sobre assuntos gerais para não-budistas como paz, felicidade e compaixão, ética moderna, meio ambiente, questões econômicas e sociais, gênero, empoderamento das mulheres e assim por diante podem ser vistos em arquivo de seu escritório.

### Diálogo inter-religioso
O Dalai Lama conheceu o Papa Paulo VI no Vaticano em 1973. Ele se encontrou com o Papa João Paulo II em 1980, 1982, 1986, 1988, 1990 e 2003. Em 1990, ele teve encontro com uma delegação de professores judeus em Dharamshala para um extenso diálogo inter-religioso. Desde então, ele visitou Israel três vezes e, em 2006, conheceu o rabino-chefe de Israel. Em 2006, ele conheceu o Papa Bento XVI em particular. Ele conheceu o Arcebispo de Canterbury, Dr. Robert Runcie, e outros líderes da Igreja Anglicana em Londres, Gordon B. Hinckley, que na época era o presidente de A Igreja de Jesus Cristo dos Santos dos Últimos Dias, bem como altos funcionários da Igreja Ortodoxa Oriental, muçulmanos, hindus, judeus e sikhs. O Dalai Lama também é atualmente membro do Conselho de Líderes Religiosos Mundiais como parte do Elijah Interfaith Institute e participou da Terceira Reunião do Conselho de Líderes Religiosos Mundiais em Amritsar, Índia, em 26 de novembro de 2007 para discutir a tema de Amor e Perdão.
Em 2009, o Dalai Lama inaugurou uma conferência inter-religiosa "Religiões Mundiais-Diálogo e Sinfonia" nas religiões de Mahuva, em Gujarat, de acordo com Morari Bapu.
Em 2010, o Dalai Lama, acompanhado por um painel de estudiosos, lançou o Common Ground Project, em Bloomington, Indiana (EUA), que foi planejado por ele e o príncipe Ghazi bin Muhammad da Jordânia durante vários anos de conversas pessoais. O projeto é baseado no livro Common Ground between Islam and Buddhism.
Em 2019, o Dalai Lama patrocinou totalmente a primeira conferência 'Celebrando a Diversidade no Mundo Muçulmano' em Nova Délhi em nome dos muçulmanos de Ladakh.

### Interesse em ciência, e Mind and Life Institute

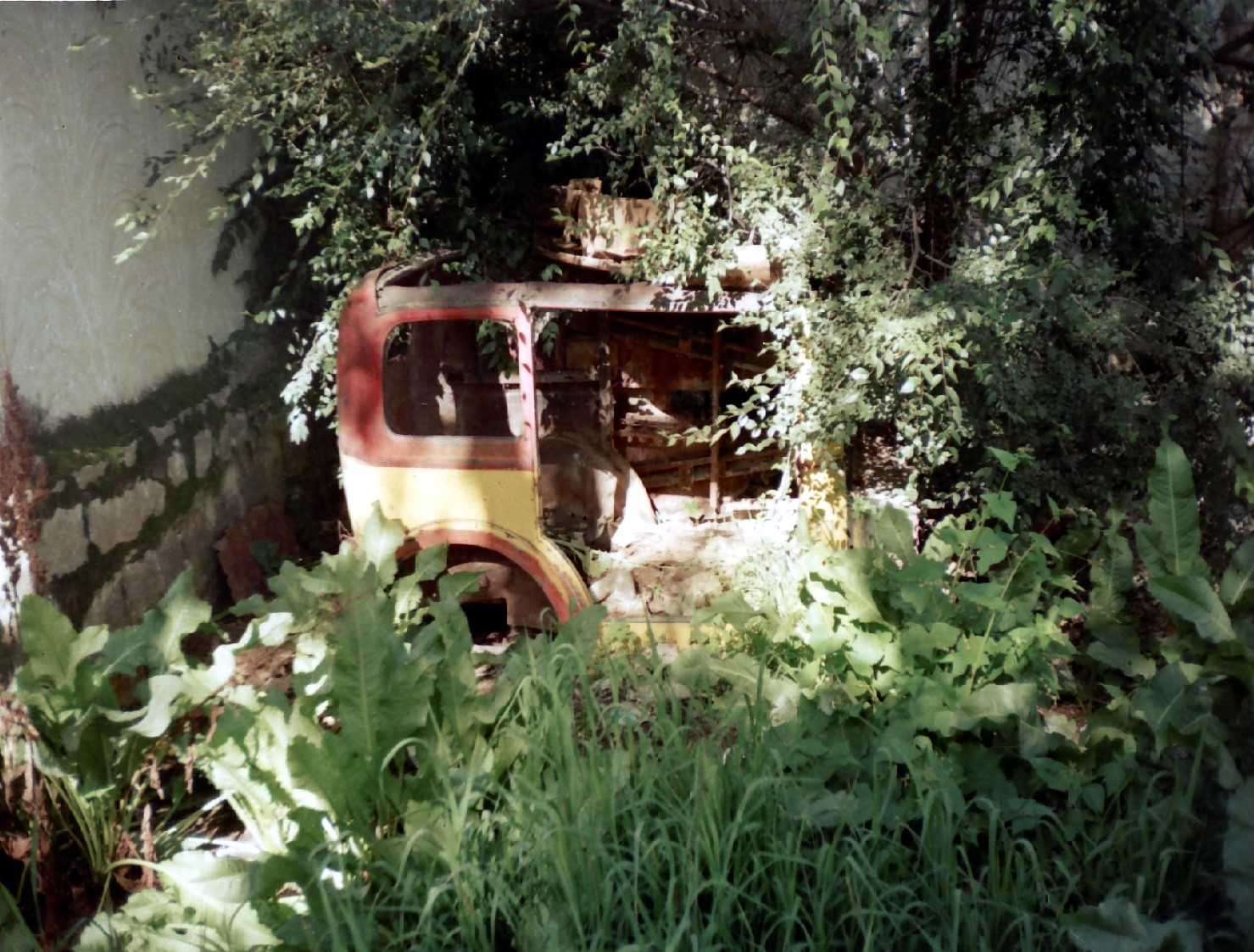
Restos do carro Austin Baby do Dalai Lama. Lhasa, 1993

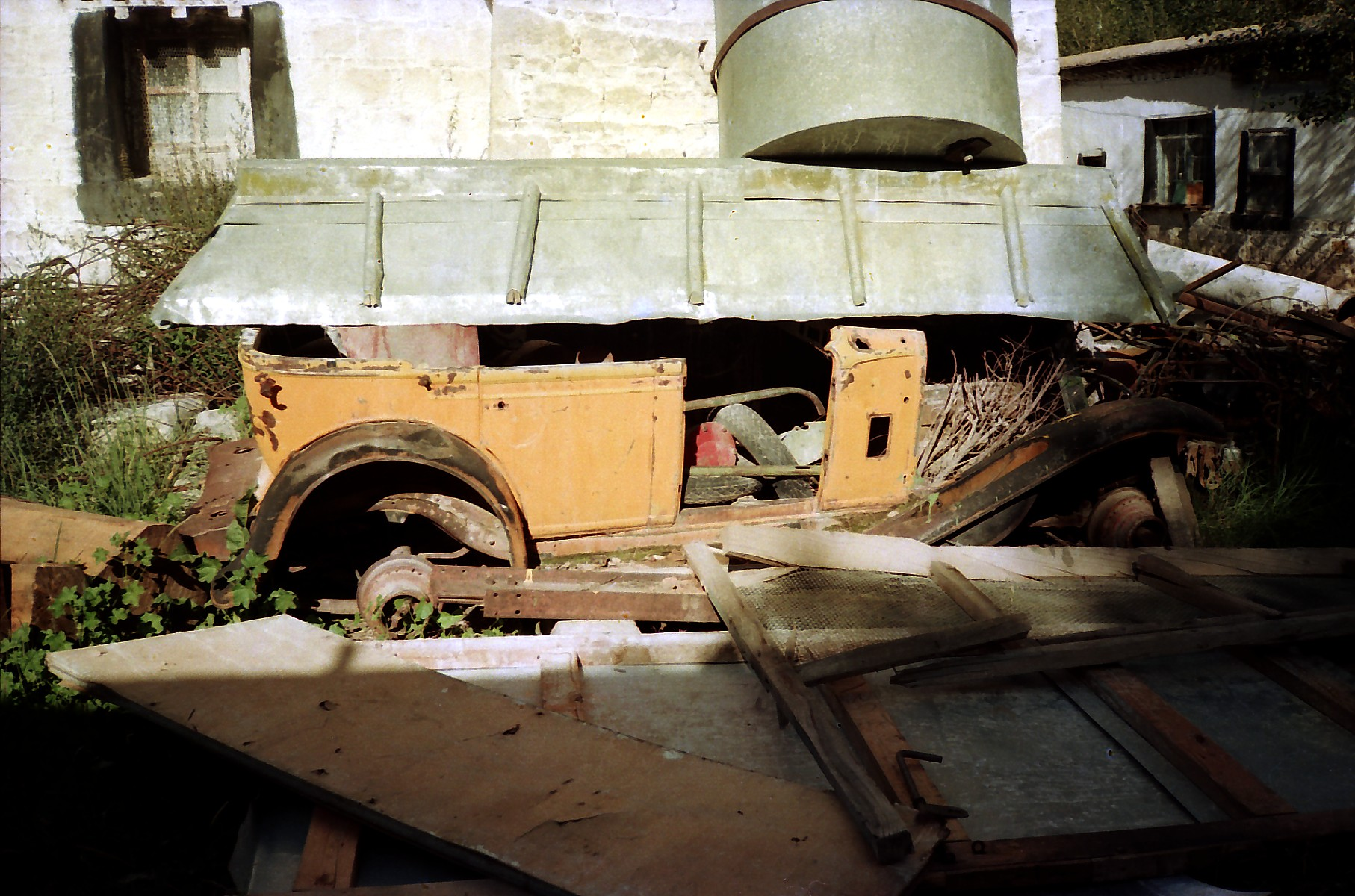
Restos do carro Dodge do Dalai Lama. Lhasa, 1993

O interesse de toda a vida do Dalai Lama pela ciência e tecnologia data de sua infância em Lhasa, Tibete, quando era fascinado por objetos mecânicos como relógios, telescópios, projetores de filmes, soldados mecânicos e automóveis, e adorava repará-los, desmontá-los e montá-los novamente. Certa vez, observando a Lua através de um telescópio quando criança, ele percebeu que era um pedaço de rocha esburacado por crateras e não um corpo celeste emitindo sua própria luz, como os cosmólogos tibetanos lhe ensinaram. Ele também disse que, se não tivesse sido criado como monge, provavelmente teria sido engenheiro. Em sua primeira viagem ao ocidente em 1973, ele pediu para visitar o departamento de astrofísica da Universidade de Cambridge no Reino Unido e procurou cientistas renomados como Sir Karl Popper, David Bohm e Carl Friedrich von Weizsäcker, que lhe ensinaram o básico da ciência.
O Dalai Lama vê um importante terreno comum entre a ciência e o budismo em ter a mesma abordagem para desafiar o dogma com base na evidência empírica que vem da observação e análise de fenômenos. Seu crescente desejo de desenvolver um diálogo científico significativo para explorar a interface do budismo e da ciência levou a convites para ele participar de conferências relevantes em suas visitas ao ocidente, incluindo os Alpbach Symposia on Consciousness em 1983, onde conheceu e teve discussões com o falecido neurocientista chileno Francisco J. Varela. Também em 1983, o empreendedor social e inovador americano R. Adam Engle, que se conscientizara do profundo interesse do Dalai Lama pela ciência, já cogitava a ideia de facilitar-lhe um diálogo sério com uma seleção de cientistas apropriados. Em 1984, Engle se ofereceu formalmente ao escritório do Dalai Lama para organizar um diálogo formal de uma semana para ele com uma equipe adequada de cientistas, desde que o Dalai Lama desejasse participar plenamente desse diálogo. Dentro de 48 horas, o Dalai Lama confirmou a Engle que estava "realmente interessado em participar de algo substancial sobre ciência", então Engle prosseguiu com o lançamento do projeto. Francisco Varela, tendo ouvido falar da proposta de Engle, telefonou-lhe então para lhe contar sobre suas discussões anteriores com o Dalai Lama e para oferecer sua colaboração científica ao projeto. Engle aceitou, e Varela o ajudou a montar sua equipe de seis cientistas especialistas para o primeiro diálogo 'Mente e Vida' sobre as ciências cognitivas, que acabou sendo realizado com o Dalai Lama em sua residência em Dharamsala em 1987. Este evento de cinco dias foi tão bem sucedido que, no final, o Dalai Lama disse a Engle que gostaria muito de repeti-lo novamente no futuro. Engle então começou a trabalhar na organização de um segundo diálogo, desta vez com neurocientistas na Califórnia, e as discussões do primeiro evento foram editadas e publicadas como o primeiro livro de Mind and Life, "Gentle Bridges: Conversations with the Dalai Lama on the Sciences of Mind".
À medida que o mandato do Mind and Life Institute se expandia, Engle formalizou a organização como uma fundação sem fins lucrativos após o terceiro diálogo, realizado em 1990, que iniciou a realização de programas de pesquisa neurobiológica nos Estados Unidos sob condições científicas. Nas décadas seguintes, a partir de 2014, seguiram-se pelo menos 28 diálogos entre o Dalai Lama e painéis de vários cientistas de renome mundial, realizados em vários países e abrangendo diversos temas, da natureza da consciência à cosmologia e da mecânica quântica à neuroplasticidade do cérebro. Patrocinadores e parceiros nestes diálogos incluem o Instituto de Tecnologia de Massachusetts, a Universidade Johns Hopkins, a Clínica Mayo, e a Universidade de Zurique.
Além do tempo gasto ensinando o budismo e cumprindo as responsabilidades com seus seguidores tibetanos, o Dalai Lama provavelmente gastou, e continua a gastar, mais de seu tempo e recursos investigando a interface entre o budismo e a ciência através da série contínua de diálogos Mente e Vida e suas derivagens do que em qualquer outra atividade. Como cofundador do instituto e presidente honorário, presidiu pessoalmente e participou de todos os seus diálogos, que continuam a se expandir em todo o mundo.
Essas atividades deram origem a dezenas de DVDs dos diálogos e livros que ele escreveu sobre eles, como Ethics for the New Millennium e The Universe in a Single Atom, além de artigos científicos e programas de pesquisa universitária. Do lado tibetano e budista, disciplinas científicas foram adicionadas ao currículo para bolsas de estudo e instituições educacionais monásticas tibetanas. No lado ocidental, os programas universitários e de pesquisa iniciados por esses diálogos e financiados com milhões de dólares em doações do Dalai Lama Trust incluem a Emory-Tibet Partnership, o Center for Compassion and Altruism Research and Education (CCARES) da Stanford School of Medicine e o Centre for Investigating Healthy Minds, entre outros.
Em 2019, o Centro de Ciências Contemplativas e Ética Baseada na Compaixão da Emory University, em parceria com o Dalai Lama Trust e a Vana Foundation of India, lançou um programa internacional SEE Learning (Aprendizagem Social, Emocional e Ética) em Nova Delhi, Índia, um currículo escolar para todas as classes, do jardim de infância ao Std XII, que se baseia no trabalho do psicólogo Daniel Goleman sobre inteligência emocional no início dos anos 90. A aprendizagem SEE concentra-se no desenvolvimento do pensamento crítico, raciocínio ético e compaixão e enfatiza as semelhanças e não as diferenças.
Em particular, as iniciativas Mind and Life Education Humanities & Social Sciences têm sido fundamentais no desenvolvimento do campo emergente da Ciência Contemplativa, pesquisando, por exemplo, os efeitos da prática contemplativa no cérebro, comportamento e biologia humanos.
Em seu livro de 2005 The Universe in a Single Atom e em outros lugares, e para marcar seu compromisso com a verdade científica e sua supremacia sobre a crença religiosa, incomumente para um grande líder religioso, o Dalai Lama aconselha seus seguidores budistas: "Se a análise científica fosse conclusiva para demonstrar que certas afirmações do budismo são falsas, então devemos aceitar as descobertas da ciência e abandonar essas afirmações." Ele também citou exemplos de ideias budistas arcaicas que ele abandonou com base nisso.
Essas atividades tiveram impacto inclusive na capital chinesa. Em 2013, um 'diálogo acadêmico' com um cientista chinês, um 'Buda vivo' tibetano e um professor de religião ocorreu em Pequim. Intitulado "Diálogo de alto nível: budismo antigo e ciência moderna", abordava as mesmas considerações que interessam ao Dalai Lama, descrito como "discutindo sobre as semelhanças entre o budismo e a ciência moderna".

### Prática de meditação pessoal
O Dalai Lama usa várias técnicas de meditação, incluindo a meditação analítica. Ele disse que o objetivo da meditação é "manter um estado muito completo de alerta e atenção plena, e então tentar ver o estado natural de sua consciência".

### Consulta ao oráculo
Em sua autobiografia Freedom in Exile (1991), o Dalai Lama conta como segue a tradição de consultar o oráculo de Nechung pelo menos anualmente, junto ao gabinete de governo tibetano, assim como outros Dalai Lamas anteriores fizeram:
"Isso não quer dizer que confio apenas no conselho do oráculo. Eu não. Procuro a opinião dele da mesma forma que procuro a opinião do meu Gabinete e da mesma forma que procuro a opinião da minha própria consciência. Eu considero os deuses minha 'câmara alta'. O Kashag constitui minha câmara baixa. Como qualquer outro líder, consulto ambos antes de tomar uma decisão sobre assuntos de Estado. E às vezes, além do conselho de Nechung, também levo em consideração certas profecias."
Ele alega que o oráculo foi decisivo em sua fuga à Índia:
"o médium, ainda em transe, cambaleou para a frente e, pegando papel e caneta, escreveu, de forma clara e explícita, a rota que eu deveria tomar para sair de Norbulingka até a última cidade tibetana na fronteira com a Índia. Suas instruções não eram o que se poderia esperar. Feito isso, o médium, um jovem monge chamado Lobsang Jigme, colapsou em desmaio, significando que Dorje Drakden havia deixado seu corpo. Nesse momento, como que para reforçar as instruções do oráculo, dois morteiros explodiram no pântano do lado de fora do portão norte do Parque da Joia."

## Posturas sociais

### Independência tibetana
Apesar de inicialmente defender a independência do Tibete de 1961 a 1974, o Dalai Lama não a apoia mais. Em vez disso, ele defende uma autonomia mais significativa para os tibetanos na República Popular da China. Esta abordagem é conhecida como o "Caminho do Meio". Em um discurso em Calcutá em 2017, o Dalai Lama afirmou que os tibetanos queriam ficar com a China e não desejavam a independência. Ele disse acreditar que a China, após a abertura, mudou de 40 a 50 por cento do que era antes, e que os tibetanos queriam obter mais desenvolvimento da China. Em outubro de 2020, o Dalai Lama declarou que não apoiava a independência do Tibete e esperava visitar a China como ganhador do Prêmio Nobel. Ele disse: "Prefiro o conceito de 'república' na República Popular da China. No conceito de república, as minorias étnicas são como os tibetanos, os mongóis, os manchus e os uigures de Xinjiang, podemos viver em harmonia".

### Aborto
O Dalai Lama disse que, do ponto de vista dos preceitos budistas, o aborto é um ato de matar. Ele também esclareceu que em certos casos o aborto pode ser considerado eticamente aceitável "se o nascituro for retardado ou se o nascimento criar sérios problemas para os pais", o que só pode ser determinado caso a caso.

### Pena de morte
O Dalai Lama expressou repetidamente sua oposição à pena de morte, dizendo que contradiz a filosofia budista de não-violência e que expressa raiva, não compaixão. Durante uma visita ao Japão em 2005, país que tem a pena de morte, o Dalai Lama pediu a abolição da pena de morte e disse em seu discurso: "Criminosos, pessoas que cometem crimes, geralmente a sociedade rejeita essas pessoas. Eles também fazem parte da sociedade. Dê-lhes alguma forma de punição para dizer que estão errados, mas mostre que eles fazem parte da sociedade e podem mudar. Mostre-lhes compaixão". O Dalai Lama também elogiou os estados norte-americanos que aboliram a pena de morte.

### Democracia, não-violência, harmonia religiosa e a relação do Tibete com a Índia

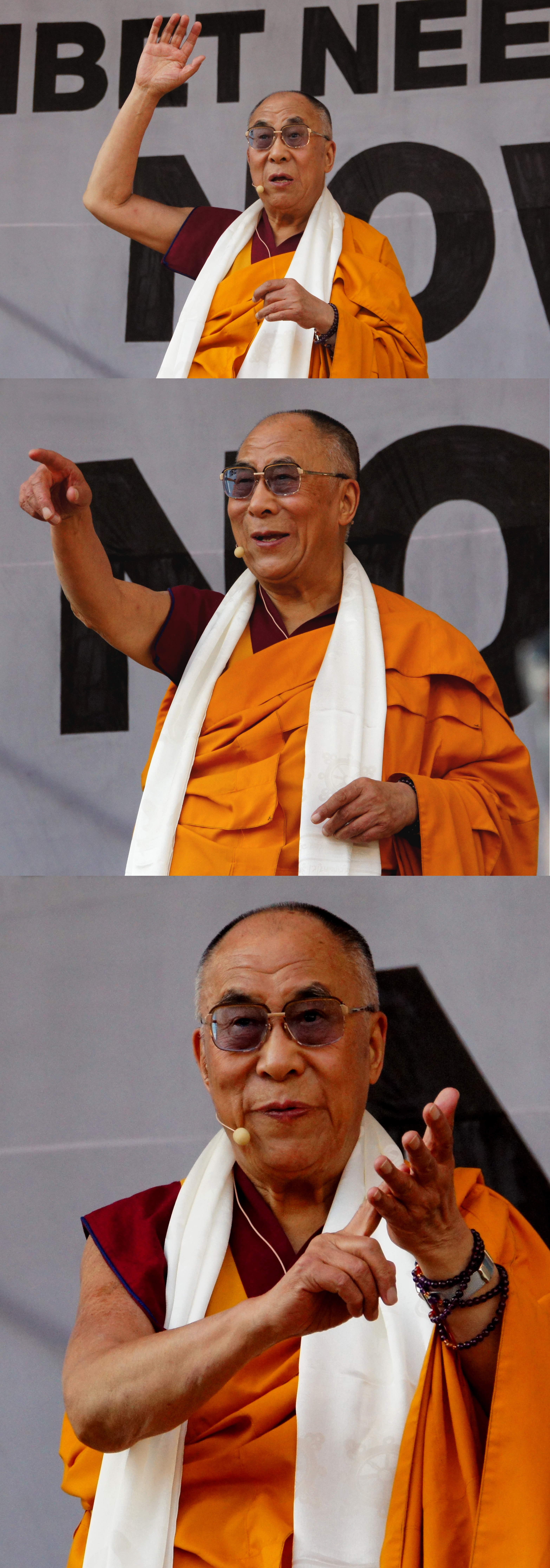
O Dalai Lama em Viena, Áustria, em 2012

O Dalai Lama diz que é ativo na divulgação da mensagem de não-violência e harmonia religiosa da Índia em todo o mundo. "Sou o mensageiro dos antigos pensamentos da Índia em todo o mundo". Ele disse que a democracia tem raízes profundas na Índia. Ele diz que considera a Índia o mestre e o Tibete seu discípulo, pois grandes estudiosos foram da Índia ao Tibete para ensinar o budismo. Ele observou que milhões de pessoas perderam a vida na violência e as economias de muitos países foram arruinadas devido a conflitos no século XX. "Que o século XXI seja um século de tolerância e diálogo".
O Dalai Lama também criticou o proselitismo e certos tipos de conversão, acreditando que as práticas são contrárias às ideias fundamentais de harmonia religiosa e prática espiritual. Ele afirmou que "é muito importante que nossas tradições religiosas vivam em harmonia umas com as outras e não acho que o proselitismo contribua para isso. Assim como lutar e matar em nome da religião é muito triste, não é apropriado usar a religião como base ou meio para derrotar os outros". Em particular, ele criticou as abordagens cristãs à conversão na Ásia, afirmando que "se deparou com situações em que servir ao povo é uma cobertura para o proselitismo". O Dalai Lama rotulou tais práticas como contrárias à "mensagem de Cristo" e enfatizou que tais indivíduos "praticam a conversão como uma espécie de guerra contra povos e culturas". Em uma declaração com líderes religiosos hindus, ele expressou que se opõe a "conversões de qualquer tradição religiosa usando vários métodos de sedução".
Em 1993, o Dalai Lama participou da Conferência Mundial sobre Direitos Humanos e fez um discurso intitulado "Direitos Humanos e Responsabilidade Universal".
Em 2001, em resposta a uma pergunta de uma estudante de Seattle, o Dalai Lama disse que é permitido atirar em alguém em legítima defesa (se a pessoa estava "tentando matar você") e enfatizou que o tiro não deveria ser fatal.
Em 2013, o Dalai Lama criticou os ataques dos monges budistas aos muçulmanos em Mianmar e rejeitou a violência por budistas, dizendo: "Buda sempre nos ensina sobre perdão, tolerância, compaixão. Se de um canto de sua mente, alguma emoção faz você querer bater ou matar, então lembre-se da fé de Buda. ... Todos os problemas devem ser resolvidos através do diálogo, através da conversa. O uso da violência está ultrapassado e nunca resolve problemas". Em maio de 2013, ele disse: "Realmente, matar pessoas em nome da religião é impensável, muito triste". Em maio de 2015, o Dalai Lama pediu à vencedora do Prêmio Nobel da Paz de Mianmar, Aung San Suu Kyi, que fizesse mais para ajudar os muçulmanos rohingyas em Mianmar, disse que havia instado Suu Kyi a abordar a situação dos rohingyas em duas reuniões privadas anteriores e havia sido rejeitado.
Em 2017, depois que o dissidente chinês e ganhador do Prêmio Nobel da Paz Liu Xiaobo morreu de falência de órgãos enquanto estava sob custódia do governo chinês, o Dalai Lama disse que estava "profundamente entristecido" e que acreditava que os "esforços incessantes de Liu pela causa da liberdade dariam frutos em breve".

### Dieta e bem-estar animal
"As pessoas pensam nos animais como se fossem vegetais, e isso não está certo. Temos que mudar a forma como as pessoas pensam sobre os animais. Encorajo o povo tibetano e todas as pessoas a adotarem uma dieta vegetariana que não cause sofrimento."— Dalai Lama
O Dalai Lama defende a compaixão pelos animais e frequentemente exorta as pessoas a experimentar o vegetarianismo ou pelo menos reduzir o consumo de carne. No Tibete, onde historicamente a carne era o alimento mais comum, a maioria dos monges historicamente eram onívoros, incluindo os Dalai Lamas. O décimo quarto Dalai Lama foi criado em uma família carnívora, mas se converteu ao vegetarianismo depois de chegar à Índia, onde os vegetais são muito mais facilmente disponíveis e o vegetarianismo é generalizado. Ele passou muitos anos como vegetariano, mas depois de contrair hepatite na Índia e sofrer de fraqueza, seus médicos lhe disseram para voltar a comer carne, o que agora ele come duas vezes por semana. Isso atraiu a atenção do público quando, durante uma visita à Casa Branca, lhe ofereceram um menu vegetariano, mas recusou, respondendo, como é conhecido por fazer ocasionalmente quando jantava na companhia de não-vegetarianos: "Sou um monge tibetano, não um vegetariano". Sua própria cozinha doméstica, no entanto, é completamente vegetariana.
Em 2009, o cantor inglês Paul McCartney escreveu uma carta ao Dalai Lama perguntando por que ele não era vegetariano. Como McCartney disse mais tarde ao The Guardian: "Ele escreveu de volta muito gentilmente, dizendo: 'meus médicos me dizem que devo comer carne'. E eu escrevi de volta, dizendo, você sabe, eu não acho isso certo. [...] Acho que agora ele é vegetariano na maior parte do tempo. Acho que agora ele está sendo informado, quanto mais ele conhece médicos do oeste, que ele pode obter sua proteína em outro lugar. [...] Simplesmente não parece certo – o Dalai Lama, por um lado, dizendo: 'Ei, pessoal, não prejudiquem os seres sencientes... Ah, e a propósito, estou comendo um bife'".

### Economia e postura política

Mao Tsé-Tung cumprimenta o Dalai-lama quatro dias antes do 1º Congresso Nacional do Povo realizado em Pequim, em 11 de Setembro de 1954.

O Dalai Lama referiu-se a si mesmo como marxista e articulou críticas ao capitalismo.

"Não sou apenas socialista, mas também um pouco esquerdista, comunista. Em termos de teoria da economia social, sou marxista. Acho que estou mais à esquerda do que os líderes chineses. [Começa a rir.] Eles são capitalistas."
Ele relata ter ouvido falar do comunismo quando era muito jovem, mas apenas no contexto da destruição da Mongólia comunista. Foi somente quando ele foi em sua viagem a Pequim que ele aprendeu sobre a teoria marxista de seu intérprete Baba Phuntsog Wangyal. Naquela época, ele relata: "Eu estava tão atraído pelo marxismo que até expressei meu desejo de me tornar um membro do Partido Comunista", citando seus conceitos favoritos de autossuficiência e distribuição igualitária de riqueza. Ele não acredita que a China tenha implementado "verdadeira política marxista" e pensa que os estados comunistas históricos, como a União Soviética, "estavam muito mais preocupados com seus interesses nacionais estreitos do que com a Internacional dos Trabalhadores". Além disso, ele acredita que uma falha dos "regimes marxistas" historicamente é que eles colocam muita ênfase na destruição da classe dominante, e não o suficiente na compaixão. Ele considera o marxismo superior ao capitalismo, acreditando que este se preocupa apenas com "como obter lucros", enquanto o primeiro tem "ética moral". Afirmando em 1993:

"De todas as teorias econômicas modernas, o sistema econômico do marxismo é fundado em princípios morais, enquanto o capitalismo se preocupa apenas com ganho e lucratividade. O marxismo está preocupado com a distribuição da riqueza em bases iguais e a utilização equitativa dos meios de produção. Também se preocupa com o destino das classes trabalhadoras – isto é, da maioria – bem como com o destino daqueles que são desprivilegiados e necessitados, e o marxismo se preocupa com as vítimas da  exploração imposta pelas minorias. Por essas razões, o sistema me atrai e parece justo. Recentemente li um artigo em um jornal onde Sua Santidade o Papa também apontou alguns aspectos positivos do marxismo."
Em 2010, participando de uma conferência em Toronto, o Dalai Lama disse: "Agora, ainda, no que diz respeito a uma teoria socioeconômica, sou marxista… mas não leninista. E, claro, stalinista [é] demais". Ele afirmou que entre 1954 e 1955, durante o encontro com o Presidente Mao Tse Tung e outras lideranças chinesas em Pequim, ficara muito impressionado com o idealismo deles e até quis se juntar ao Partido Comunista Chinês; porém que atualmente considera que Mao e esses líderes foram corrompidos pelo poder e que o partido atual estava se tornando corrupto, com a censura pelas autoridades sendo um sinal de fraqueza: "Sempre digo aos meus amigos que 1,3 bilhão de pessoas têm o direito de conhecer a realidade e também [têm] a capacidade de julgar o que é certo e o que é errado. [Não há] base para censura ... É imoral".

Em 2014, Dalai Lama participou de uma conferência da think thank conservadora American Enterprise Institute, na qual ainda se afirmou socialista marxista, mas diz respeitar pessoas com outros pontos de vista que também visam ao bem. Ele continua a denunciar o excesso de ganância e estimula a compaixão para que se combatam as desigualdades. Segundo ele, seria possível criar:
"[um] capitalismo com rosto humano... Se você se preocupa apenas com dinheiro, essa lacuna – ricos e pobres – aumenta, e também a corrupção... Esta é a capital da nação mais rica do mundo, com o maior nível de consumo. Mas ao redor de Washington estão algumas pessoas muito pobres... A Índia também está enfrentando esse [problema]. E depois há a China: supostamente um país socialista, com uma enorme lacuna entre ricos e pobres, totalmente devido à falta de princípios morais e falta de equilíbrio."
"Sem um certo nível de ganância, sem isso, não há progresso. Cuide de você, cuide de sua própria comunidade. Esse é o princípio básico da sobrevivência ... Somos egoístas. É importante para nossa sobrevivência. Mas como as coisas são interdependentes, é do seu interesse cuidar dos outros. Deve ser sábio egoísta, não tolo egoísta. Se você cuidar dos outros, você obtém mais benefícios."

### Meio Ambiente
O Dalai Lama é franco em suas preocupações com os problemas ambientais, frequentemente dando palestras públicas sobre temas relacionados ao meio ambiente. Ele ressaltou que muitos rios da Ásia nascem no Tibete e que o derretimento das geleiras do Himalaia pode afetar os países em que os rios fluem. Ele reconheceu as leis oficiais chinesas contra o desmatamento no Tibete, mas lamentou que elas possam ser ignoradas devido à possível corrupção. Ele foi citado dizendo que "a ecologia deve fazer parte de nossa vida diária"; pessoalmente, ele toma banho de chuveiro em vez de banheira e desliga as luzes quando sai de um quarto. Por volta de 2005, ele começou a fazer campanha pela conservação da vida selvagem, inclusive emitindo uma decisão religiosa contra o uso de peles de tigre e leopardo como vestuário. O Dalai Lama apoia a posição anti-caça na controvérsia baleeira, mas criticou as atividades de grupos como a Sea Shepherd Conservation Society (que realiza atos do que chama de não-violência agressiva contra a propriedade). Antes da Conferência das Nações Unidas sobre Mudanças Climáticas de 2009, ele pediu aos líderes nacionais que deixassem de lado as preocupações domésticas e tomassem medidas coletivas contra a mudança climática.

### Sexualidade
As posições do Dalai Lama sobre temas de sexualidade mudaram ao longo do tempo.
Monge desde a infância, o Dalai Lama disse que o sexo oferece satisfação passageira e leva a problemas mais tarde, enquanto a castidade oferece uma vida melhor e "mais independência, mais liberdade". Ele disse que os problemas decorrentes da vida conjugal às vezes levam ao suicídio ou assassinato. Ele afirmou que todas as religiões têm a mesma visão sobre o adultério.
Em suas discussões da visão budista tradicional sobre o comportamento sexual apropriado, ele explica o conceito de "órgão certo no objeto certo na hora certa", que historicamente tem sido interpretado como indicando que o sexo oral, manual e anal (homossexual e heterossexual) não são apropriados no budismo ou para os budistas. No entanto, ele também diz que nos tempos modernos todas as práticas sexuais comuns e consensuais que não causam danos aos outros são eticamente aceitáveis e que a sociedade deve aceitar e respeitar as pessoas que são gays ou transgêneros do ponto de vista secular. Em uma entrevista de 1994 à OUT Magazine, o Dalai Lama esclareceu sua opinião pessoal sobre o assunto dizendo: "Se alguém vier a mim e perguntar se a homossexualidade é aceitável ou não, eu vou perguntar 'Qual é a opinião do seu companheiro?' Se ambos concordarem, acho que diria: 'Se dois homens ou duas mulheres concordam voluntariamente em ter satisfação mútua sem outras implicações de prejudicar os outros, então está tudo bem'". No entanto, quando entrevistado pelo âncora de TV canadense Evan Solomon no CBC News: Sunday sobre se a homossexualidade é aceitável no budismo, o Dalai Lama respondeu que "é má conduta sexual".
Em seu livro de 1996 Beyond Dogma, ele descreveu uma definição budista tradicional de um ato sexual apropriado da seguinte forma: "Um ato sexual é considerado apropriado quando os casais usam os órgãos destinados à relação sexual e nada mais ... A homossexualidade, seja entre homens ou entre mulheres, não é imprópria em si mesma. O que é impróprio é o uso de órgãos já definidos como impróprios para o contato sexual". Ele elaborou em 1997, admitindo que a base desse ensino era desconhecida para ele. Ele também transmitiu sua própria "vontade de considerar a possibilidade de que alguns dos ensinamentos possam ser específicos para um determinado contexto cultural e histórico".
Em 2006, o Dalai Lama expressou preocupação com "relatos de violência e discriminação contra" pessoas LGBT e pediu "respeito, tolerância e pleno reconhecimento dos direitos humanos para todos".

### Direitos das mulheres
Em 2007, ele disse que o próximo Dalai Lama poderia ser uma mulher: "Se uma mulher se revela mais útil, o lama pode muito bem ser reencarnado nesta forma".
Em 2009, sobre igualdade de gênero e sexismo, o Dalai Lama proclamou no Museu Nacional dos Direitos Civis em Memphis, Tennessee: "Eu me chamo de feminista. Não é assim que você chama alguém que luta pelos direitos das mulheres?" Ele também disse que, por natureza, as mulheres são mais compassivas "com base em sua biologia e capacidade de nutrir e dar à luz filhos". Ele pediu às mulheres que "liderem e criem um mundo mais compassivo", citando as boas obras de enfermeiras e mães.
Em uma aparição em 2014 no Tata Institute of Social Sciences em Mumbai, o Dalai Lama disse: "Como as mulheres se mostraram mais sensíveis ao sofrimento dos outros, sua liderança pode ser mais eficaz".
Em 2015, ele disse em uma entrevista à BBC que se uma mulher o sucedesse, "essa mulher deve ser atraente, caso contrário não adianta muito", e quando perguntado se ele estava brincando, respondeu: "Não. Verdade!" Ele seguiu com uma piada sobre seu sucesso atual devido à sua própria aparência. Mais tarde, seu escritório divulgou uma declaração de desculpas citando a interação como um erro de tradução.

### Saúde
Em 2013, no evento Culture of Compassion em Derry, na Irlanda do Norte, o Dalai Lama disse que “a cordialidade é um fator chave para indivíduos saudáveis, famílias saudáveis e comunidades saudáveis”.

#### Resposta ao COVID-19
Em uma declaração de 2020 na revista Time sobre a pandemia do COVID-19, o Dalai Lama disse que a pandemia deve ser combatida com compaixão, ciência empírica, oração e coragem dos profissionais de saúde. Ele enfatizou o "desarmamento emocional" (ver as coisas com uma perspectiva clara e realista, sem medo ou raiva) e escreveu: "O surto desse terrível coronavírus mostrou que o que acontece com uma pessoa pode afetar em breve todos os outros seres. Mas também nos lembra que um ato compassivo ou construtivo – seja trabalhando em hospitais ou apenas observando o distanciamento social – tem o potencial de ajudar muitos".

### Imigração
Em setembro de 2018, falando em uma conferência em Malmö, Suécia, lar de uma grande população imigrante, o Dalai Lama disse: "Acho que a Europa pertence aos europeus", mas também que a Europa era "moralmente responsável" por ajudar "um refugiado que realmente enfrentava perigo contra sua vida". Afirmou que a Europa tem a responsabilidade com os refugiados de "recebê-los, ajudá-los, educá-los", mas que eles devem procurar retornar aos seus lugares de origem e que "eles devem finalmente reconstruir seu próprio país".
Falando a repórteres alemães em 2016, o Dalai Lama disse que há "muitos" refugiados na Europa, acrescentando que "a Europa, por exemplo, a Alemanha, não pode se tornar um país árabe". Ele também disse que "Alemanha é Alemanha".

## Planos de aposentadoria e sucessão
Em maio de 2011, o Dalai Lama se aposentou da Administração Central Tibetana.

Em setembro de 2011, o Dalai Lama emitiu a seguinte declaração sobre sua sucessão e reencarnação:
"Quando tiver cerca de noventa anos, consultarei os altos Lamas das tradições budistas tibetanas, o público tibetano e outras pessoas interessadas que seguem o budismo tibetano e reavaliarei se a instituição do Dalai Lama deve continuar ou não. Com base nisso, tomaremos uma decisão. Se for decidido que a reencarnação do Dalai Lama deve continuar e houver a necessidade de que o Décimo Quinto Dalai Lama seja reconhecido, a responsabilidade de fazê-lo recairá principalmente sobre os responsáveis do Trust Gaden Phodrang do Dalai Lama. Eles devem consultar os vários líderes das tradições budistas tibetanas e os confiáveis Protetores do Dharma juramentados que estão inseparavelmente ligados à linhagem dos Dalai Lamas. Eles devem buscar conselho e orientação desses seres preocupados e realizar os procedimentos de busca e reconhecimento de acordo com a tradição passada. Vou deixar instruções escritas claras sobre isso. Tenha em mente que, além da reencarnação reconhecida por tais métodos legítimos, nenhum reconhecimento ou aceitação deve ser dado a um candidato escolhido para fins políticos por qualquer pessoa, incluindo aqueles na República Popular da China."
Em outubro de 2011, o Dalai Lama repetiu sua declaração em entrevista à Canadian CTV News. Ele acrescentou que as leis chinesas que proíbem a seleção de sucessores com base na reencarnação não afetarão suas decisões. "Naturalmente, minha próxima vida depende inteiramente de mim. Ninguém mais. E também isso não é uma questão política", disse ele na entrevista. O Dalai Lama também acrescentou que não decidiu se reencarnaria ou seria o último Dalai Lama.
Em uma entrevista ao jornal alemão Welt am Sonntag publicada em 7 de setembro de 2014, o Dalai Lama afirmou que "a instituição do Dalai Lama serviu ao seu propósito" e que "Tivemos um Dalai Lama por quase cinco séculos. O 14º Dalai Lama agora é muito popular. Vamos então terminar com um popular Dalai Lama".
Gyatso também expressou medo de que o governo chinês manipule qualquer seleção de reencarnação para escolher um sucessor que acompanhe seus objetivos políticos. Em resposta, o governo chinês deu a entender que selecionaria outro Dalai Lama, independentemente de sua decisão.

## Programa Tibetano da CIA
Em outubro de 1998, a administração do Dalai Lama reconheceu que recebeu US$ 1,7 milhões por ano na década de 1960 do governo dos EUA por meio de um programa da Agência Central de Inteligência. Quando solicitado pelo oficial da CIA John Kenneth Knaus em 1995 para comentar sobre o programa tibetano da CIA, o Dalai Lama respondeu que, embora isso ajudasse o moral daqueles que resistiam aos chineses, "milhares de vidas foram perdidas na resistência" e, além disso, que "o governo dos EUA se envolveu nos assuntos de seu país não para ajudar o Tibete, mas apenas como uma tática da Guerra Fria para desafiar os chineses".
A recepção de financiamento da CIA por seu governo tornou-se um dos motivos para a China desacreditá-lo junto com o movimento de independência do Tibete, apesar de historiadores reconhecerem que Dalai Lama nunca aprovou pessoalmente esse programa.
Em sua autobiografia Freedom in Exile, o Dalai Lama voltou a criticar a CIA por apoiar o movimento de independência do Tibete "não porque eles (a CIA) se preocupassem com a independência do Tibete, mas como parte de seus esforços mundiais para desestabilizar todos os governos comunistas".
Em 1999, o Dalai Lama disse que o programa tibetano da CIA havia sido prejudicial para o Tibete porque visava principalmente servir aos interesses americanos, e "uma vez que a política americana em relação à China mudou, eles pararam de ajudar".

## Crítica

### Laços com a Índia

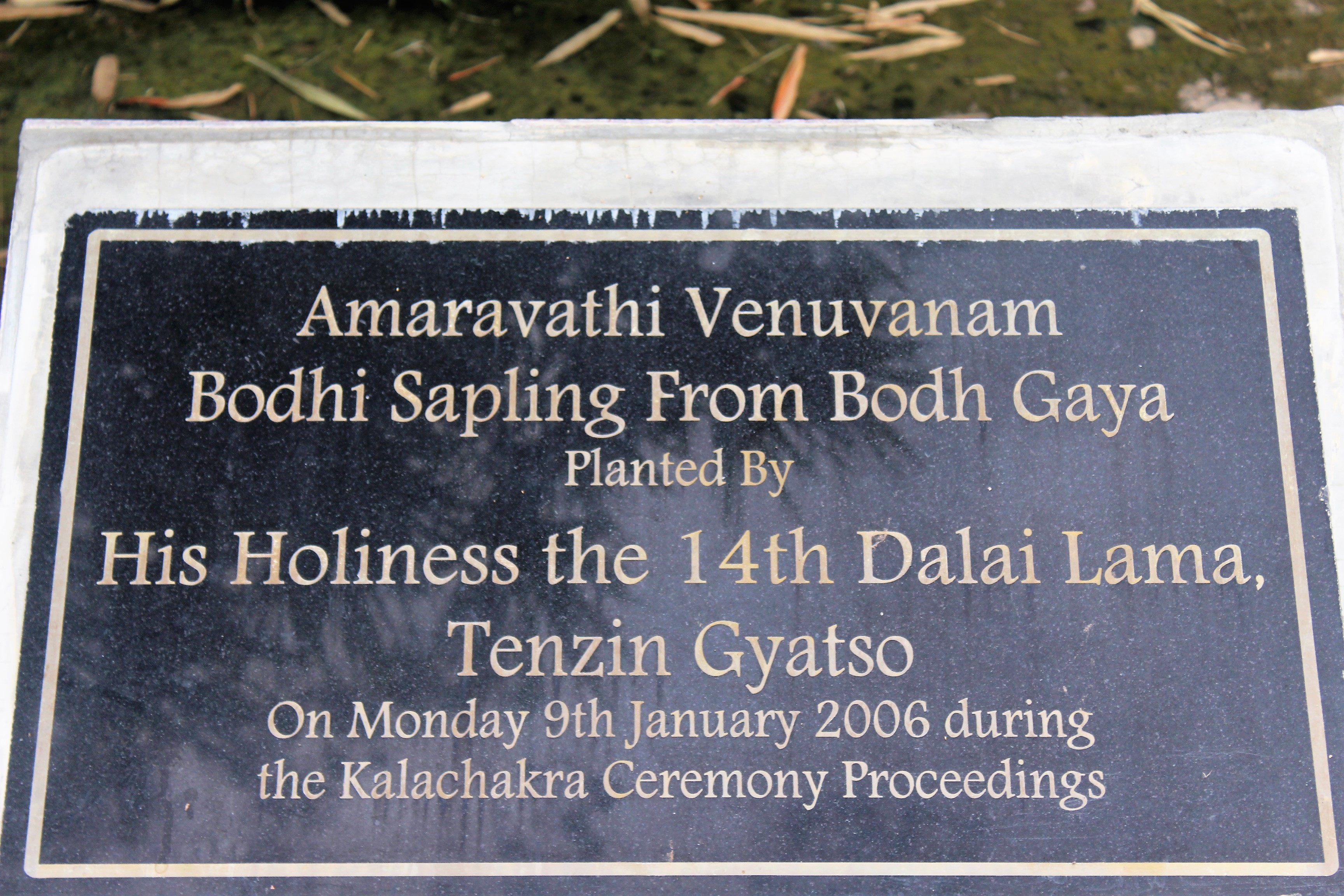
Placa de pedra em uma plantação por Tenzin em Amaravathi

A imprensa chinesa criticou o Dalai Lama por seus laços estreitos com a Índia. Seus comentários de 2010 na Conferência Budista Internacional em Gujarat dizendo que ele era "tibetano na aparência, mas um indiano na espiritualidade" e referindo-se a si mesmo como um "filho da Índia", em particular, levou o Diário do Povo a opinar: "Desde que o Dalai Lama se considera um indiano em vez de chinês, então por que ele tem o direito de representar a voz do povo tibetano?". Dhundup Gyalpo, do Tibet Sun, respondeu que a religião tibetana pode ser rastreada até Nalanda, na Índia, e que os tibetanos não têm conexão com os chineses "além ... de um punhado de pratos culinários". O Diário do Povo enfatizou que as ligações entre o budismo chinês e o budismo tibetano acusaram o Dalai Lama de "trair o sul do Tibete à Índia". Em 2008, o Dalai Lama disse pela primeira vez que o território que a Índia reivindica e administra como parte de Arunachal Pradesh faz parte da Índia, citando o disputado Acordo de Simla de 1914.

### Controvérsia de Shugden
A Controvérsia Dorje Shugden reapareceu na escola Gelug pela publicação do Livro Amarelo em 1976, contendo histórias sobre atos irados de Dorje Shugden contra guelupas que também praticavam os ensinamentos nyingmas. Em resposta, o 14º Dalai Lama, ele próprio um Gelugpa e defensor de uma abordagem "inclusiva" aos ensinamentos do budismo tibetano, começou a falar contra a prática de Dorje Shugden em 1978.
A controvérsia atraiu a atenção no Ocidente por causa de manifestações realizadas em 2008 e 2014 por praticantes de Dorje Shugden. Uma investigação da Reuters de 2015 determinou "que a seita religiosa por trás dos protestos tem o apoio do Partido Comunista" e que "o grupo surgiu como um instrumento na longa campanha de Pequim para minar o apoio ao Dalai Lama". Depois que a investigação da Reuters revelou que a China o apoia, o grupo Shugden interrompeu as operações e se desfez.

### Misoginia e machismo
O Dalai Lama fez comentários repetidos ao longo de sua vida sobre como uma substituta feminina precisaria ser atraente e, em um ponto de sua vida, disse a um repórter: "se ela for uma mulher feia, ela não será muito eficaz, será?". Seu escritório divulgou uma declaração de desculpas sobre uma declaração de 2019, embora o pedido de desculpas não tenha feito nada para abordar seus repetidos comentários semelhantes ao longo da vida do líder.

### Gedhun Choekyi Nyima
Em abril de 2018, o Dalai Lama confirmou as alegações oficiais chinesas sobre Gedhun Choekyi Nyima dizendo que sabia de "fontes confiáveis" que o Panchen Lama que ele havia reconhecido estava vivo e recebendo educação normal. Ele disse esperar que o Panchen Lama (Gyaincain Norbu), reconhecido pelos chineses, estude bem sob a orientação de um bom professor, acrescentando que houve casos na tradição budista tibetana, de um lama reencarnado tendo mais de uma manifestação.

### Beijo
Em fevereiro de 2023, ocorreu um evento de graduação em iMpower Academy for Skills feito pela Fundação M3M, braço filantrópico do Grupo M3M, onde cem jovens e funcionários da Fundação tiveram a oportunidade de serem agraciados com a presença de Dalai-Lama, que em seu discurso daria conselhos sobre a vida e carreira dos recém-formados. No decorrer do evento, um menino pede um abraço ao líder religioso, que o recebe e o dá um abraço, em seguida pede um beijo, então ele puxa o queixo do menino e o beija na boca. Após isso, pede ao menino que "chupe" sua língua.
Após a repercussão, o líder espiritual foi acusado de "abuso infantil" e "pedofilia" por internautas nas redes sociais, no dia 10 de março sua equipe lançou uma nota com pedido de desculpas lamentando o caso.

## Imagem pública

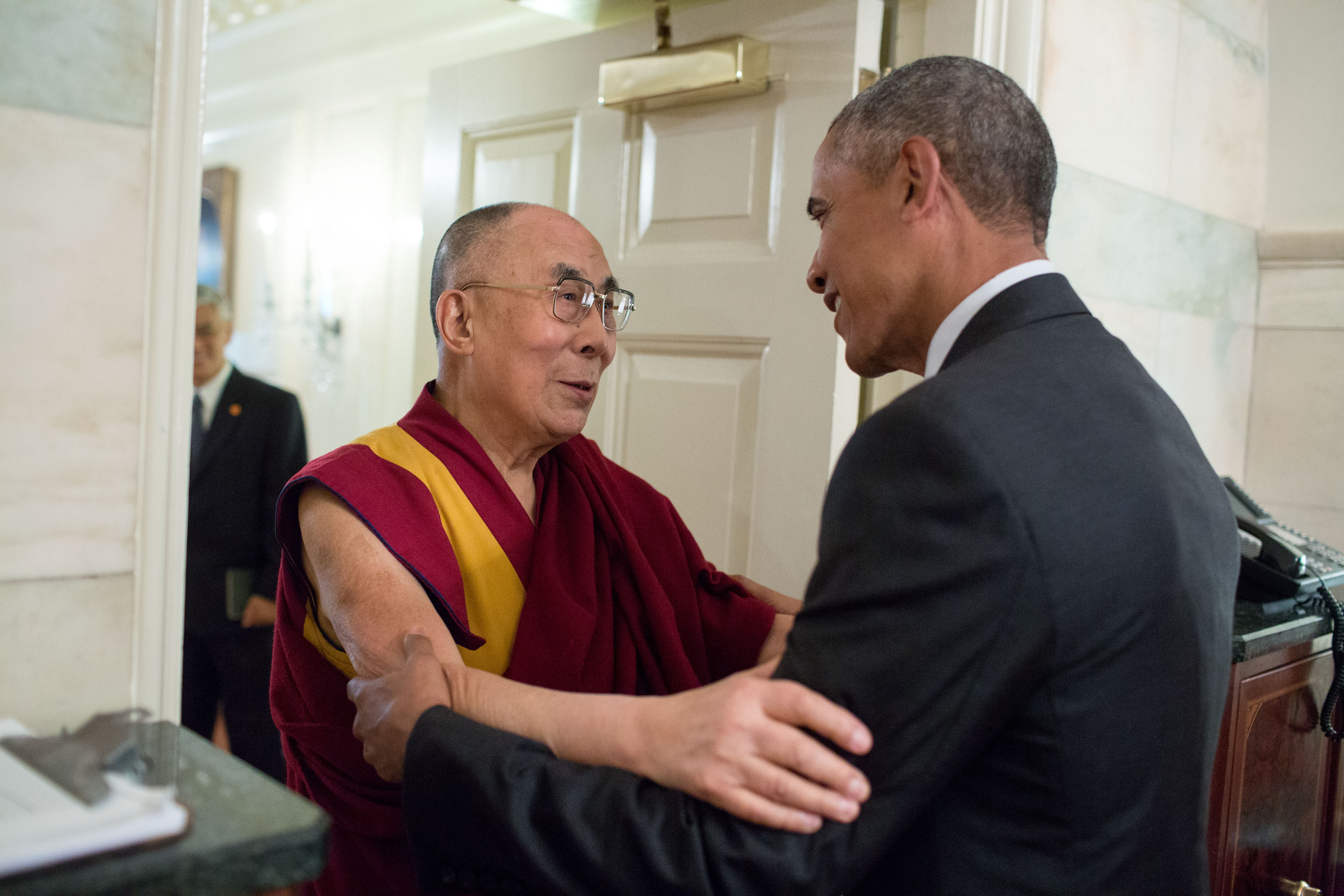
O encontro do Dalai Lama com o presidente dos EUA, Barack Obama, em 2016

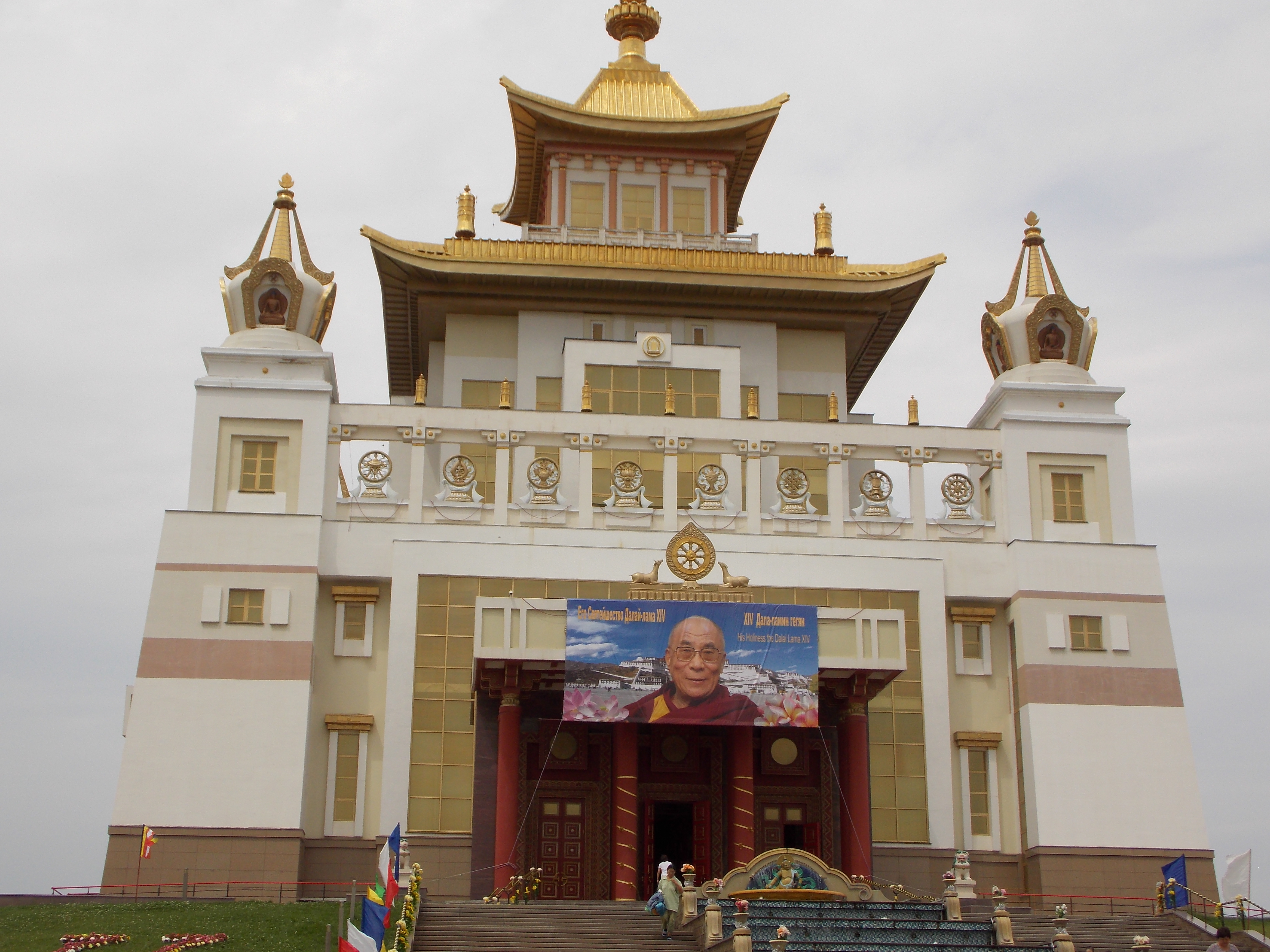
Templo budista em Calmúquia, Rússia

O Dalai Lama ocupa um lugar de destaque nas pesquisas globais dos homens mais admirados do mundo, classificando-se com o Papa Francisco como um dos líderes religiosos do mundo citados como os mais admirados.
O apelo do Dalai Lama é atribuído de várias maneiras à sua personalidade carismática, fascínio internacional pelo budismo, seus valores universalistas e simpatia internacional pelos tibetanos. Na década de 1990, muitos filmes foram lançados pela indústria cinematográfica americana sobre o Tibete, incluindo cinebiografias do Dalai Lama. Isso é atribuído tanto ao Prêmio Nobel da Paz de 1989 do Dalai Lama quanto à euforia após a queda do comunismo. Os filmes mais notáveis, Kundun e Seven Years in Tibet (ambos lançados em 1997), retrataram "um Tibete idílico pré-1950, com um Dalai Lama sorridente e de fala mansa no comando – um Dalai Lama jurado à não-violência": retrata o governo chinês considerado a-histórico.
O Dalai Lama tem suas próprias páginas no Twitter, Facebook, e Instagram.

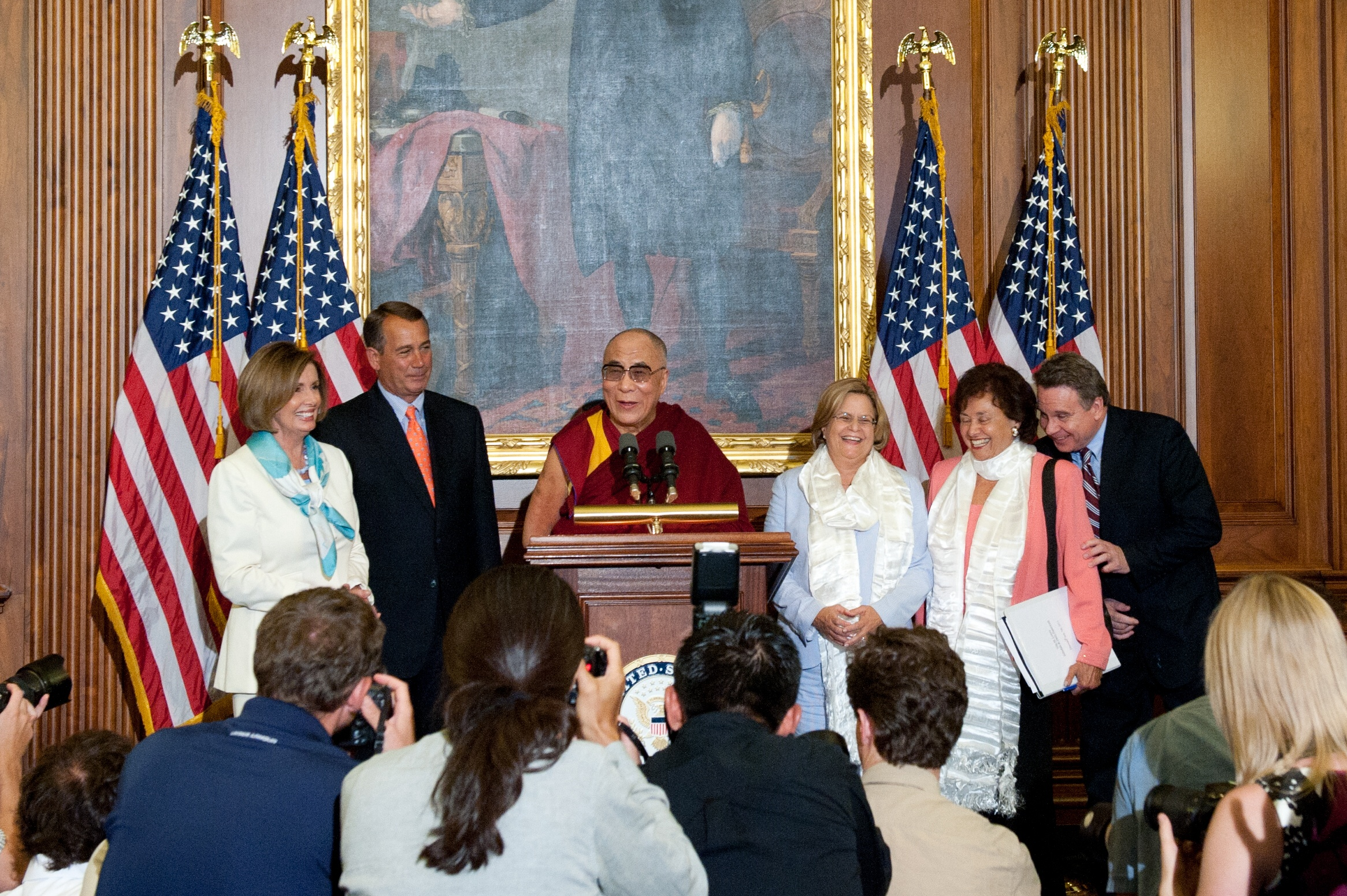
O encontro do Dalai Lama com os líderes do Congresso Nancy Pelosi e John Boehner em 2011

O Dalai Lama tentou mobilizar apoio internacional para as atividades tibetanas. O Dalai Lama conseguiu obter apoio ocidental para si mesmo e para a causa de uma maior autonomia tibetana, incluindo o apoio vocal de várias celebridades de Hollywood, principalmente os atores Richard Gere e Steven Seagal, bem como legisladores de vários países importantes. Fotos do Dalai Lama foram proibidas após os protestos de março de 1959 em Lhasa até o fim da Revolução Cultural em 1976. Em 1996, o Partido Comunista Chinês mais uma vez restabeleceu a proibição total de qualquer foto do 14º Dalai Lama. De acordo com a Tibet Information Network, "as autoridades do Tibete começaram a proibir fotografias do Dalai Lama exilado em mosteiros e locais públicos, segundo relatos de um grupo de monitoramento e de um jornal tibetano. A polícia à paisana foi a hotéis e restaurantes em Lhasa, capital tibetana, nos dias 22 e 23 de abril e ordenou aos tibetanos que removessem fotos do Dalai Lama ..." A proibição continua em muitos locais em todo o Tibete hoje.

### Na mídia
O 14º Dalai Lama apareceu em vários filmes de não ficção, incluindo:
- 10 Questions for the Dalai Lama (2006, documentário)
- Dalai Lama Renaissance (2007, documentário)
- The Sun Behind the Clouds (2010)
- Bringing Tibet Home (2013)
- Monk with a Camera (2014, documentário)
- Dalai Lama Awakening (2014)
- Compassion in Action (2014)

Ele foi retratado como um personagem em vários outros filmes e programas de televisão, incluindo:
- Kundun, filme de 1997 dirigido por Martin Scorsese
- Sete Anos no Tibete de 1997 filme estrelado por Brad Pitt e David Thewlis
- Klovn "Dalai Lama" Temporada 1, Episódio 4 (2005)
- Episódio de Red Dwarf "Meltdown" (1991)[308]
- Canção do Tibete, filme de 2000 dirigido por Xie Fei.
- The Great Escape "14th Dalai Lama" (2018) na Epic
- "Dalai Lama", episódio da série de televisão indiana Mega Icons (2019–20) na National Geographic.[309]

Uma graphic novel biográfica, Man of Peace, também prevendo o retorno do Dalai Lama ao Tibete, foi publicada pela Tibet House US.The Extraordinary Life of His Holiness the Fourteenth Dalai Lama: An Illuminated Journey, ilustrações e texto do artista Rima Fujita, narrado pelo Dalai Lama, foi publicado por Simon e Schuster em 2021.

### Prêmios e honras

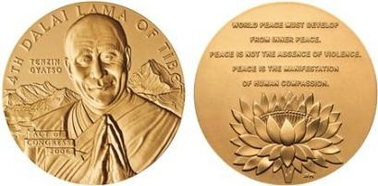
A Medalha de Ouro do Congresso foi concedida a Tenzin Gyatso em 2007

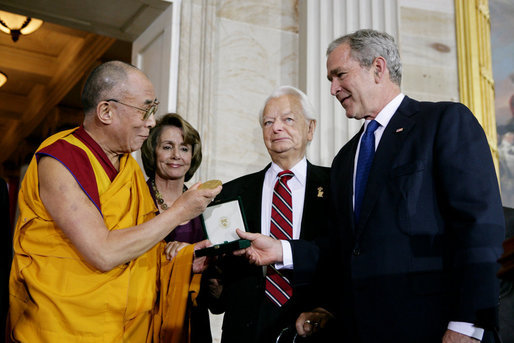
O Dalai Lama recebendo uma Medalha de Ouro do Congresso em 2007. Da esquerda: Presidente da Câmara dos Representantes dos Estados Unidos Nancy Pelosi, Presidente do Senado pro tempore Robert Byrd e Presidente dos EUA George W. Bush

O Dalai Lama recebeu inúmeros prêmios e homenagens em todo o mundo por sua carreira espiritual e política. Para uma lista mais completa veja Lista de prêmios e honras entregues ao 14º Dalai Lama.
Após os protestos e massacre da Praça da Paz Celestial em 1989, o Comitê Nobel Norueguês concedeu-lhe o Prêmio Nobel da Paz de 1989. O Comitê deu oficialmente o prêmio ao Dalai Lama pela "luta pela libertação do Tibete e os esforços para uma resolução pacífica" e "em parte uma homenagem à memória de Mahatma Gandhi".
Ele também foi premiado com:
- 1959, Prêmio Ramon Magsaysay para Liderança Comunitária;[319]
- 1994, Medalha da Liberdade do Instituto Roosevelt;[320]
- 2005, Prêmio Christmas Humphreys da Sociedade Budista do Reino Unido;
- 2007, Medalha de Ouro do Congresso, o mais alto prêmio civil concedido pelo Congresso e Presidente Americano.[321] O governo chinês declarou que isso teria "um impacto extremamente sério" nas relações com os Estados Unidos;[322]
- 2006, Ordem do Lótus Branco pela República da Calmúquia por serviços excepcionais e contribuição significativa para o renascimento espiritual e prosperidade da república;[323]
- 2007, Prêmio Ahimsa do Instituto de Jainologia em reconhecimento a indivíduos que encarnam e promovem os princípios de Ahimsa (Não-violência);
- 2012, Ordem da República de Tuva pela República de Tuva em reconhecimento à contribuição para a formação de alta tolerância espiritual e cultural, fortalecendo a harmonia inter-religiosa e interétnica;[323]
- 2012, o Prêmio Templeton.[324] Ele doou o dinheiro do prêmio para a instituição de caridade Save the Children;[325]
- 2019, laureado com Prêmio Pacem in Terris Paz e Liberdade.[326]

Em 2006, ele se tornou uma das seis pessoas a receber a Cidadania Honorária do Canadá. Em 2007 foi nomeado Presidential Distinguished Professor na Emory University em Atlanta, Geórgia, a primeira vez que aceitou um cargo universitário.
Ele é o patrono chefe da Maha Bodhi Society of India, conferido a ele na Assembleia Geral Anual de 2008 da Maha Bodhi Society of India.

## Publicações
- My Land and My People: The Autobiography of His Holiness the Dalai Lama. Ed. David Howarth. Weidenfeld and Nicolson, 1962. ISBN 978-0446674218
- Deity Yoga: In Action and Performance Tantras. Ed. and trans. Jeffrey Hopkins. Snow Lion, 1987. ISBN 978-0-93793-850-8
- Tantra in Tibet. Co-authored with Tsong-kha-pa, Jeffrey Hopkins. Snow Lion, 1987. ISBN 978-0-93793-849-2
- The Dalai Lama at Harvard. Ed. and trans. Jeffrey Hopkins. Snow Lion, 1988. ISBN 978-0-93793-871-3
- Freedom in Exile: The Autobiography of the Dalai Lama, London: Little, Brown and Co., 1990, ISBN 978-0-349-10462-1
- My Tibet, co-authored with photographer Galen Rowell, 1990, ISBN 978-0-520-08948-8
- The Path to Enlightenment. Ed. and trans. Glenn H. Mullin. Snow Lion, 1994. ISBN 978-1-55939-032-3
- Essential Teachings, North Atlantic Books, 1995, ISBN 1556431929
- The World of Tibetan Buddhism, translated by Geshe Thupten Jinpa, foreword by Richard Gere, Wisdom Publications, 1995, ISBN 0-86171-100-9
- Tibetan Portrait: The Power of Compassion, photographs by Phil Borges with sayings by Tenzin Gyatso, 1996, ISBN 978-0-8478-1957-7
- Healing Anger: The Power of Patience from a Buddhist Perspective. Trans. Thupten Jinpa. Ithaca, NY: Snow Lion, 1997, ISBN 978-1-55939-073-6
- The Gelug/Kagyü Tradition of Mahamudra, co-authored with Alexander Berzin. Ithaca, NY: Snow Lion Publications, 1997, ISBN 978-1-55939-072-9
- The Art of Happiness, co-authored with Howard C. Cutler, M.D., Riverhead Books, 1998, ISBN 978-0-9656682-9-3
- The Good Heart: A Buddhist Perspective on the Teachings of Jesus, translated by Geshe Thupten Jinpa, Wisdom Publications, 1998, ISBN 978-0-86171-138-3
- Kalachakra Tantra: Rite of Initiation, edited by Jeffrey Hopkins, Wisdom Publications, 1999, ISBN 978-0-86171-151-2
- MindScience: An East–West Dialogue, with contributions by Herbert Benson, Daniel Goleman, Robert Thurman, and Howard Gardner, Wisdom Publications, 1999, ISBN 978-0-86171-066-9
- The Power of Buddhism, co-authored with Jean-Claude Carrière, 1999, ISBN 978-0-7171-2803-7
- Opening the Eye of New Awareness, Translated by Donald S. Lopez, Jr., Wisdom Publications, 1999, ISBN 978-0-86171-155-0
- Ethics for the New Millennium, Riverhead Books, 1999, ISBN 978-1-57322-883-1
- Consciousness at the Crossroads. Ed. Zara Houshmand, Robert B. Livingston, B. Alan Wallace. Trans. Thupten Jinpa, B. Alan Wallace. Snow Lion, 1999. ISBN 978-1-55939-127-6
- Ancient Wisdom, Modern World: Ethics for the New Millennium, Little, Brown/Abacus Press, 2000, ISBN 978-0-349-11443-9
- Dzogchen: Heart Essence of the Great Perfection, translated by Geshe Thupten Jinpa and Richard Barron, Snow Lion Publications, 2000, ISBN 978-1-55939-219-8
- The Meaning of Life: Buddhist Perspectives on Cause and Effect, Translated by Jeffrey Hopkins, Wisdom Publications, 2000, ISBN 978-0-86171-173-4
- Answers: Discussions with Western Buddhists. Ed. and trans. Jose Cabezon. Snow Lion, 2001. ISBN 978-1-55939-162-7
- The Compassionate Life, Wisdom Publications, 2001, ISBN 978-0-86171-378-3
- Violence and Compassion: Dialogues on Life Today, with Jean-Claude Carriere, Doubleday, 2001, ISBN 978-0-385-50144-6
- Imagine All the People: A Conversation with the Dalai Lama on Money, Politics, and Life as it Could Be, Coauthored with Fabien Ouaki, Wisdom Publications, 2001, ISBN 978-0-86171-150-5
- An Open Heart, edited by Nicholas Vreeland; Little, Brown; 2001, ISBN 978-0-316-98979-4
- The Heart of Compassion: A Practical Approach to a Meaningful Life, Twin Lakes, Wisconsin: Lotus Press, 2002, ISBN 978-0-940985-36-0
- Sleeping, Dreaming, and Dying, edited by Francisco Varela, Wisdom Publications, 2002, ISBN 978-0-86171-123-9
- Essence of the Heart Sutra: The Dalai Lama's Heart of Wisdom Teachings, edited by Geshe Thupten Jinpa, Wisdom Publications, 2002, ISBN 978-0-86171-284-7
- The Pocket Dalai Lama. Ed. Mary Craig. Shambhala Pocket Classics, 2002. ISBN 978-1-59030-001-5
- The Buddhism of Tibet. Ed. and trans. Jeffrey Hopkins, Anne C. Klein. Snow Lion, 2002. ISBN 978-1-55939-185-6
- The Art of Happiness at Work, co-authored with Howard C. Cutler, M.D., Riverhead, 2003, ISBN 978-1-59448-054-6
- Stages of Meditation (commentary on the Bhāvanākrama). Trans. Ven. Geshe Lobsang Jordhen, Losang Choephel Ganchenpa, Jeremy Russell. Snow Lion, 2003. ISBN 978-1-55939-197-9
- Der Weg des Herzens. Gewaltlosigkeit und Dialog zwischen den Religionen (The Path of the Heart: Non-violence and the Dialogue among Religions), co-authored with Eugen Drewermann, PhD, Patmos Verlag, 2003, ISBN 978-3-491-69078-3
- The Path to Bliss. Ed. and trans. Thupten Jinpa, Christine Cox. Snow Lion, 2003. ISBN 978-1-55939-190-0
- How to Practice: The Way to a Meaningful Life, translated and edited by Jeffrey Hopkins, 2003, ISBN 978-0-7434-5336-3
- The Wisdom of Forgiveness: Intimate Conversations and Journeys, coauthored with Victor Chan, Riverbed Books, 2004, ISBN 978-1-57322-277-8
- The New Physics and Cosmology: Dialogues with the Dalai Lama, edited by Arthur Zajonc, with contributions by David Finkelstein, George Greenstein, Piet Hut, Tu Wei-ming, Anton Zeilinger, B. Alan Wallace and Thupten Jinpa, Oxford University Press, 2004, ISBN 978-0-19-515994-3
- Dzogchen: The Heart Essence of the Great Perfection. Ed. Patrick Gaffney. Trans. Thupten Jinpa, Richard Barron (Chokyi Nyima). Snow Lion, 2004. ISBN 978-1-55939-219-8
- Practicing Wisdom: The Perfection of Shantideva's Bodhisattva Way, translated by Geshe Thupten Jinpa, Wisdom Publications, 2004, ISBN 978-0-86171-182-6
- Lighting the Way. Snow Lion, 2005. ISBN 978-1-55939-228-0
- The Universe in a Single Atom: The Convergence of Science and Spirituality, Morgan Road Books, 2005, ISBN 978-0-7679-2066-7
- How to Expand Love: Widening the Circle of Loving Relationships, translated and edited by Jeffrey Hopkins, Atria Books, 2005, ISBN 978-0-7432-6968-1
- Living Wisdom with His Holiness the Dalai Lama, with Don Farber, Sounds True, 2006, ISBN 978-1-59179-457-8
- Mind in Comfort and Ease: The Vision of Enlightenment in the Great Perfection. Ed. Patrick Gaffney. Trans. Matthieu Ricard, Richard Barron and Adam Pearcey. Wisdom Publications, 2007, ISBN 978-0-86171-493-3
- How to See Yourself as You Really Are, translated and edited by Jeffrey Hopkins, 2007, ISBN 978-0-7432-9045-6
- The Leader's Way, co-authored with Laurens van den Muyzenberg, Nicholas Brealey Publishing, 2008, ISBN 978-1-85788-511-8
- My Spiritual Autobiography compilado por Sofia Stril-Rever a partir de discursos e entrevistas do 14.º Dalai Lama, 2009, ISBN 9781846042423
- Beyond Religion: Ethics for a Whole World, Mariner Books, 2012, ISBN 054784428X
- The Wisdom of Compassion: Stories of Remarkable Encounters and Timeless Insights, coauthored with Victor Chan, Riverhead Books, 2012, ISBN 978-0-55216923-3
- My Appeal to the World, presented by Sofia Stril-Rever, translated from the French by Sebastian Houssiaux, Tibet House US, 2015, ISBN 978-0-9670115-6-1
- The Book of Joy: Lasting Happiness in a Changing World, coauthored by Archbishop Desmond Tutu, 2016, ISBN 978-0-67007-016-9
- Behind the Smile: The Hidden Side of the Dalai Lama, by Maxime Vivas (author), translated from the French book Not So Zen, Long River Press 2013, ISBN 978-1592651405

### Discografia
- Inner World (2020)